# العملة التاريخية في التبت

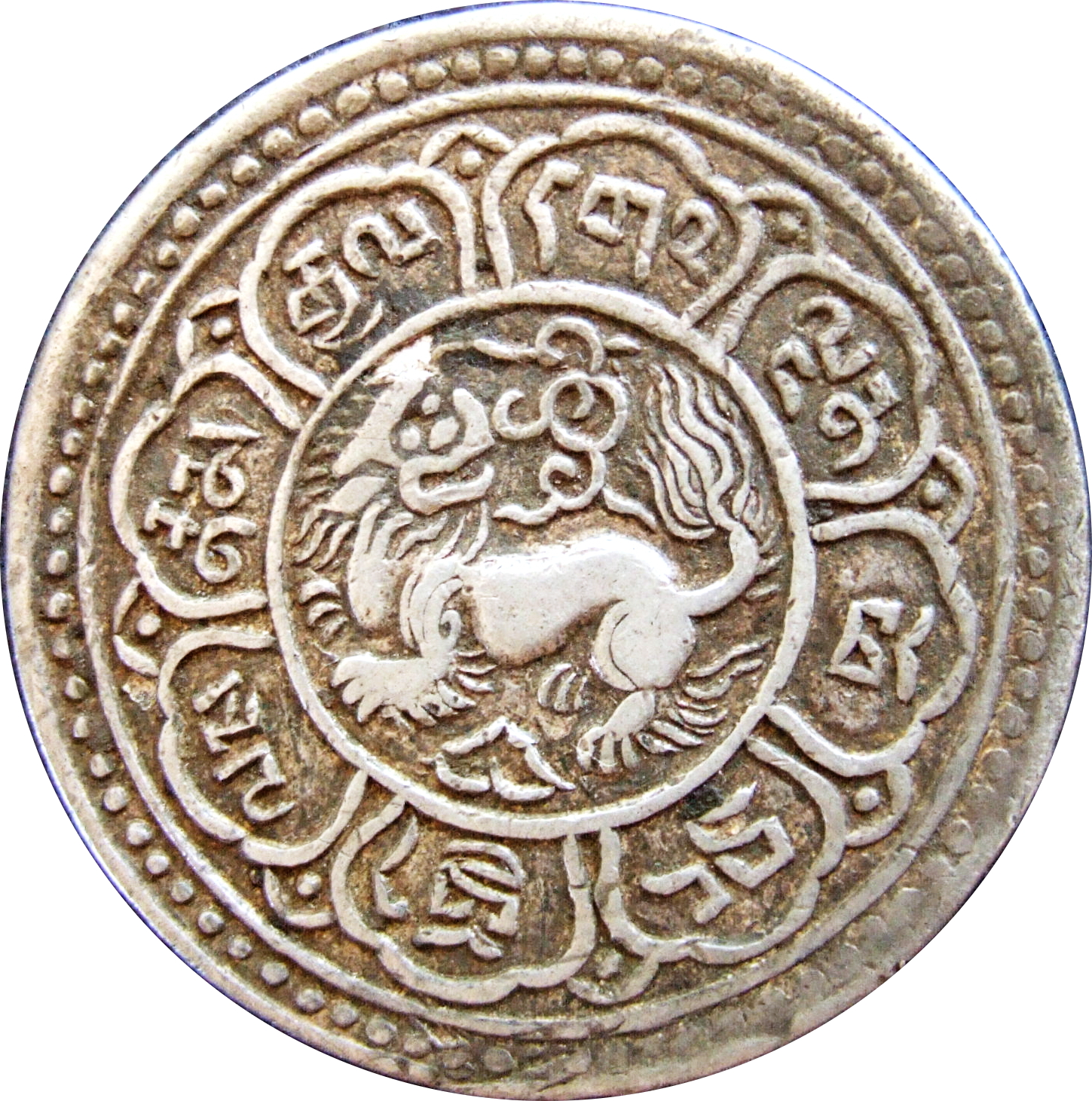
عملة فضية تبتية من فئة 1 سرانج، يعود تاريخها إلى الفترة 15-43 (= 1909 م) الوجه.

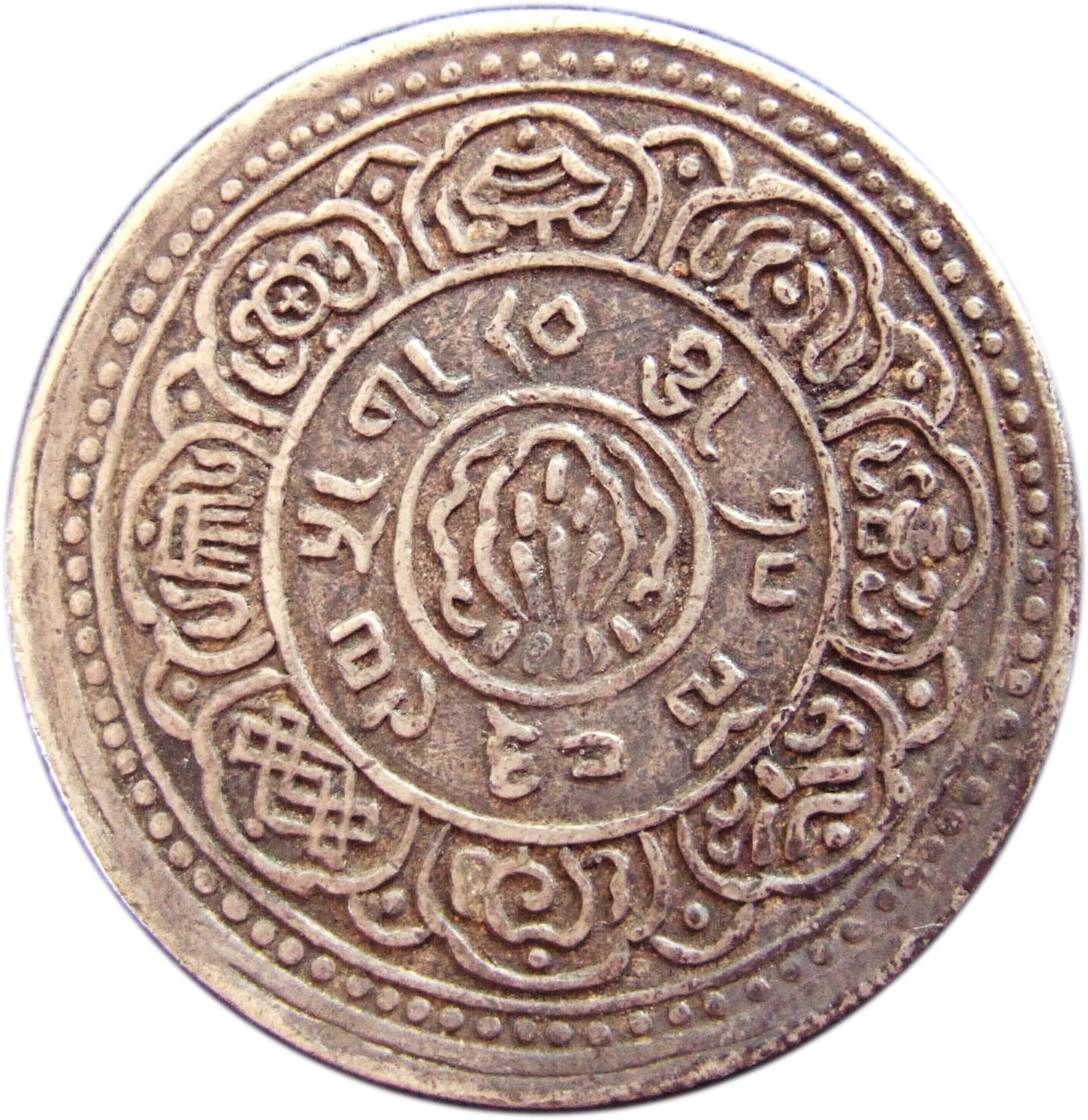
عملة فضية تبتية من فئة 1 سرانج، يعود تاريخها إلى الفترة 15-43 (1909 م).

بدأ استخدام العملة التاريخية في التبت في العصور القديمة، عندما لم يكن لدى التبت عملة سك خاصة بها. كان المقايضة أمرًا شائعًا، وكان الذهب وسيلة للتبادل، وكانت النقود الصدفية وحبات حجرية استخدمت للمشتريات الصغيرة جدًا. وكانت هناك أيضًا بعض العملات المعدنية من بلدان أخرى قيد الاستخدام في بعض الأحيان.
استخدمت العملات المعدنية لأول مرة على نطاق أوسع في القرن السابع عشر: كانت عبارة عن عملات فضية توفرت من قبل نيبال. وكانت هناك صعوبات مختلفة مع هذا النظام. في عامي 1763 و1764 و1785، سكت العملات الفضية الأولى في التبت. في عام 1792، إنشئت أول عملات فضية منتجة بكميات كبيرة تحت سلطة مشتركة بين الصين والسلطات التبتية المحلية. استبدلت العملات التي تحمل نقوشًا تبتية فقط لاحقًا بإصدارات تحمل أساطير صينية وتبتية. واستمر هذا الوضع حتى ثلاثينيات القرن التاسع عشر. في عام 1840، سكت العملة التبتية الصرفة تحت السلطة التبتية، واستمرت هذه العملة حتى عام 1954، مع انقطاعين قصيرين فقط عندما إصدرت العملات الصينية التبتية.
في عام 1910، بدأت الحكومة التبتية بإنتاج مجموعة كبيرة من العملات النحاسية والفضية من فئات مختلفة، وفي الفترة من عام 1918 إلى عام 1921، سكت العملات الذهبية. صدرت الأوراق النقدية التبتية لأول مرة في عام 1913. من عام 1955 إلى عام 1959 لم تصدر أي عملات معدنية تبتية، على الرغم من استمرار طباعة الأوراق النقدية، وبحلول عام 1959 استبدلت كل الأموال تدريجياً بالرنمينبي يوان (العملة الرسمية لجمهورية الصين الشعبية).

## أساليب التبادل في التبت القديمة
في التبت القديمة، كان استخدام العملات المعدنية غير ذي أهمية. كانت الدول المجاورة للتبت، الهند ونيبال والصين، تمتلك عملاتها الخاصة منذ أقدم العصور. ولكن التبت القديمة لم يكن بها عملات معدنية محلية، على الرغم من أن عدداً معيناً من العملات المعدنية من نيبال وتركستان الصينية والصين وصلت إلى التبت عن طريق التجارة، أو كتبرعات للأديرة المهمة. ربما دخلت بعض هذه العملات الأجنبية التداول، ولكنها لم تتطور إلى أداة مهمة للمعاملات في الحياة اليومية، لأن معظم التجارة داخل التبت وكذلك التجارة الخارجية كانت تجري عن طريق المقايضة.:356

### المقايضة
كان حجم التجارة بين التبت والصين هو الأكبر، وكانت العناصر الرئيسية للمقايضة هي الخيول من شمال شرق التبت (أمدو)، والتي قايضوها بالشاي الصيني. كما صدرت التبت أيضًا الأعشاب الطبية، وقرون الأيل، والمسك والذهب إلى الصين، وبصرف النظر عن الشاي، استورد التجار التبتيون الأقمشة الحريرية والخزف والفضة من الصين.
وكان حجم التجارة مع جيران التبت الجنوبيين، الهند ونيبال وبوتان، أصغر بكثير. كان التجار التبتيون يتبادلون الملح والصوف بالحبوب (بما في ذلك الأرز) مع هذه البلدان بشكل رئيسي. تقليديا، كانوا يتداولوا مقياس واحد من الملح مقابل مقياس واحد من الحبوب على الحدود مع نيبال والهند. وكانت السلع التصديرية الأخرى الأقل أهمية هي ذيول الياك والمسك والحيوانات الحية (الماعز والأغنام). وفي القرن السابع عشر، تسجل تصدير الصقور إلى الهند أيضًا.
في المعاملات الكبيرة داخل التبت، كان يستخدم غبار الذهب (ربما مربوطًا في حقائب جلدية صغيرة) وسبائك الفضة الصينية. جاءت هذه السبائك بأشكال مختلفة؛ وكان النوع الأكثر شيوعًا يشبه حدوات الخيول أو أحذية الحمير، وكان يُطلق عليها اسم "rta rmig ma" في التبت.
بالنسبة للمعاملات الصغيرة، كان من الممكن استخدام مجموعة متنوعة من السلع الاستهلاكية (التي كانت لها نفس القيمة القياسية تقريبًا بين غالبية التبتيين). ومن بين هذه الأشياء، كانت جوز التنبول، والتبغ، والأوشحة الاحتفالية (الخاتاس، وتسمى أيضًا الخاداج؛ بالتبت: خا بتاج) والشاي. وكان يتم تداول الشاي عادةً في شكل قوالب شاي (بالتبتية: جا سباج). وقد تطور هذا إلى الوسيلة الأكثر أهمية للتبادل في القرن التاسع عشر، عندما إدخلت العملة العادية بالفعل إلى التبت.

### عملة الصدف وعملة الخرز الحجري
بالنسبة للمشتريات الصغيرة جدًا، تم تسجيل استخدام المحار (أصداف بحرية صغيرة حصل عليها بشكل أساسي من جزر المالديف ووصلت إلى التبت والصين عبر البنغال) والخرز الحجري كعملة في التبت القديمة

### العملة الذهبية قبل عام 1650
قبل إنشاء حكومة الدالاي لاما الخامس، كانت هناك سبائك ذهبية صغيرة متداولة في التبت، وكان بعضها يحمل طوابع بريدية. حتى الآن لا يوجد اتفاق على ما إذا كانت هذه القطع يمكن اعتبارها عملات معدنية. نحن على دراية جيدة بهذا النوع من العملة الذهبية، والتي كانت تسمى "شو الذهبي" (باللغة التبتية: gser sho) لأن مسؤولي المالية في الحكومة التبتية الجديدة كانوا يتلقون مدفوعات الضرائب في شكل سبائك الذهب الصغيرة هذه. وكان على المسؤولين تحويل هذه العملات إلى المعيار النقدي الحالي. من أجل تقييم جودة هذه القطع، استخدمت وحدة وزن الذهب القياسية، والتي كانت تسمى سيوا (باللغة التبتية: se ba). سجلت الأنواع التالية من القطع الذهبية في قوائم المسؤولين الماليين:
|    | اسم     | وزن الذهب | المنطقة التي انتشر فيها هذا النوع | النسخ وفقًا لوايلي |
| -- | ------- | --------- | --------------------------------- | ----------------- |
| 1. | فاغشو   | 30 سيوا   | ربما فاجي ري                      | فاج زو            |
| 2. | جوجشو   | 27 سيوا   | منغاريس                           | غوغ تشو           |
| 3. | تاجشو   | 27 سيوا   | سبو هرينغ                         | ستاج تشو          |
| 4. | لوشو    | 27 سيوا   | سبو هرينغ                         | غلو زو            |
| 5. | تشانغشو | 24 سيوا   | لها نجام                          | بيانج تشو         |
| 6. | جورشو   | 23 سيوا   | gTsang stod tshong ´dus           | مغور تشو          |
| 7. | أوشو    | 20 سيوا   | دي باص                            | dbus zho :912     |
| 8. | إيشو    | 19 سيوا   | دي باص                            | إي زو             |
| 9. | غوشو    | 32 سيوا   | في منطقة تاشيلهونبو               | مغو تشو           |

علاوة على ذلك، ذكرت القطع التي تحمل اسم تسانغشو (باللغة التاميلية: gtsang zho)، ولكن لم يحدد وزنها الذهبي. وأخيرًا ذكر شكل من أشكال العملة الذهبية تسمى سيرتام (باللغة التبتية: gser tam) والتي كان وزنها من الذهب 2 سيوا. خمسة عشر سيرتام تتوافق مع تشانغشو قياسي واحد (Chagsho Tshema؛ التبتية: byang zho tshad ma). لقد ذكرت وحدة العملة Gursho (باللغة التبتية: mgur-zho) بالفعل من قبل Sarat Chandra Das في قاموسه التبتي الإنجليزي. وفقًا لهذا المؤلف، فإن 1 جورشو = 24 سيواس.:282

### سبائك الفضة
كانت سبائك الفضة الصينية (السيسي) تستخدم حتى القرن العشرين في المعاملات الأكبر حجمًا. كان يُشار إليهم باسم rta rmig ma ("حافر الحصان") وكان وزنهم عادةً 50 تيل، أو 50 سرانغ (حوالي 185 قبل الميلاد). وكانت هناك أيضًا سبائك فضية ذات حجم أصغر، تسمى جياج رميج ما (حافر الياك)، وأخرى أصغر حجمًا، يشار إليها باسم را رميج ما (حافر الماعز). في أوائل القرن العشرين، كانت قيمة السبائك الكبيرة حوالي 60-70 روبية هندية، والسبائك متوسطة الحجم 12-14 روبية، والسبائك الأصغر 2-3 روبيات. ويشير المؤلفون البريطانيون الهنود أحيانًا إلى سبائك الفضة الموجودة في التبت، والتي استورد بعضها من كاشغر، باسم "يامبوس"، وهو تعبير مشتق من كلمة يوانباو الصينية.

### أقدم العملات المعدنية، القرنين السابع عشر والثامن عشر

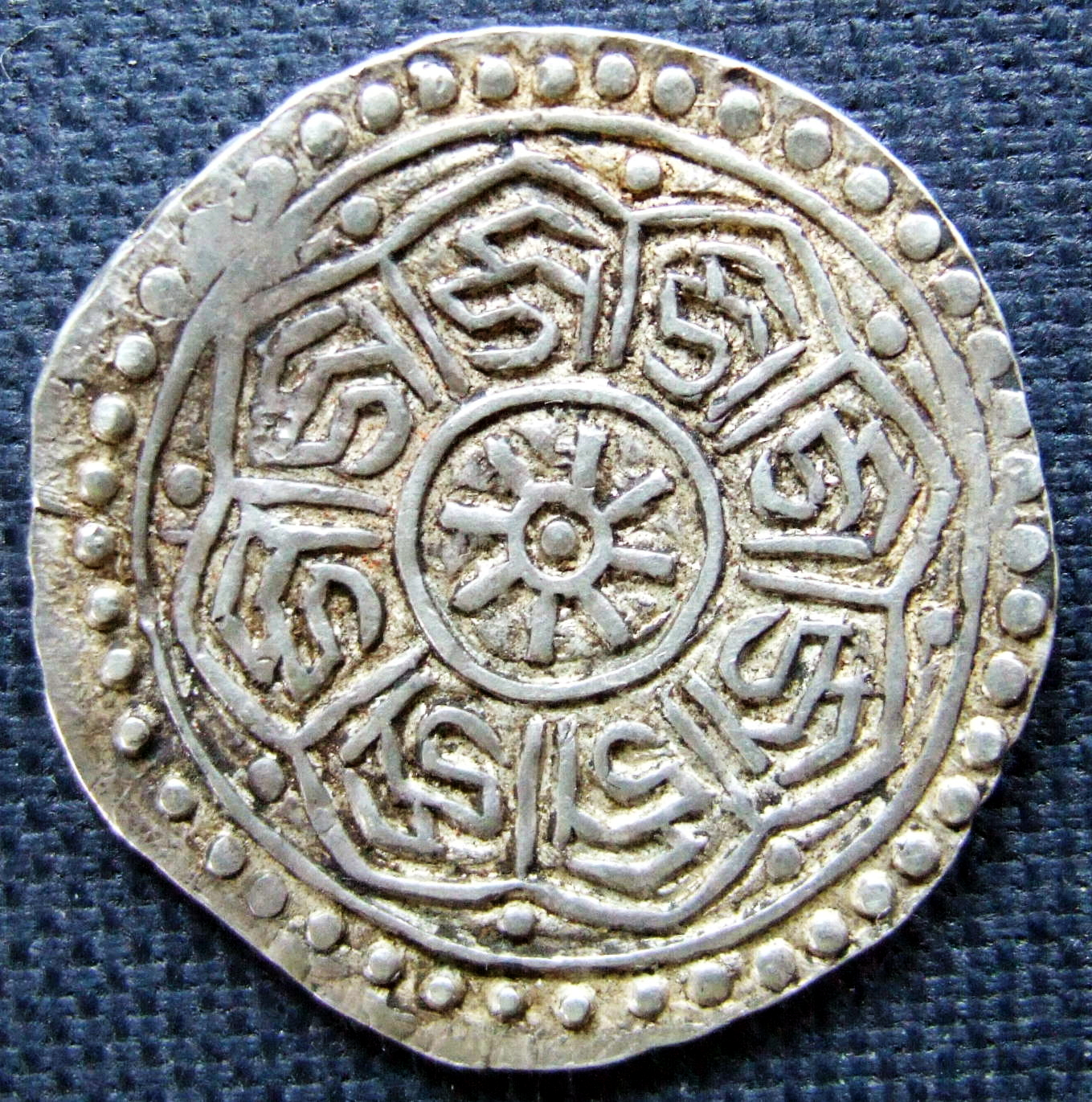
تانكا فضية تبتية غير مؤرخة (النصف الثاني من القرن الثامن عشر) تحتوي على ثماني مرات مقطع "dza" بخط فارتولا، على الوجه الآخر. يمكن استخدام كلمة "dza" التبتية لنسخ المقطع السنسكريتي "ja" والذي يمكن أن يكون اختصارًا لكلمة "jaya" ("المنتصر"). التصميم المركزي للعملة هو عجلة ذات ثمانية أضلاع وهو إشارة إلى "دارماكاكرا" البوذية ("عجلة القانون"). وبالتالي فإن التصميم والنقش على العملة المعدنية مجتمعين قد يكون لهما معنى "عجلة القانون المنتصرة"، أو بمعنى أوسع "التعليم المنتصر لبوذا".

كانت العملات الأولى التي استخدمت على نطاق واسع في جنوب التبت هي العملات الفضية، والتي توفرت من قبل ممالك مالا النيبالية والملوك الأوائل لسلالة شاه اللاحقة من حوالي عام 1640 حتى عام 1791.
وقد وفرت التبت الفضة اللازمة لسك هذه العملات، وحصلت على عملات معدنية بنفس الوزن، وحصد النيباليون ربحًا كبيرًا من خلال خلط الفضة الخالصة مع النحاس قبل سك العملات المعدنية. وبسبب النزاع بين نيبال والتبت بشأن جودة العملات الفضية التي قدمتها نيبال، تعطل تصدير هذه العملات بعد منتصف القرن الثامن عشر.
ومن أجل التغلب على نقص العملات المعدنية في التبت في ذلك الوقت، بدأت الحكومة التبتية في سك عملاتها المعدنية الخاصة، على غرار النماذج الأولية النيبالية. وقد حدث هذا في عامي 1763 و1764 ثم مرة أخرى في عام 1785 دون أي تدخل من الحكومة الصينية.
حاول النيباليون مواصلة تجارة العملات المربحة للغاية خلال عهد أسرة شاه التي أسسها بريتفي نارايان شاه في وادي كاتماندو عام 1768. أولاً، قام النيباليون بتوريد الموهار (عملات فضية تزن حوالي 5.4 جرام) من الفضة الجيدة، لكنه أراد أن يتداولوها بمعدل موهار جديد واحد مقابل اثنتين من العملات الفضية القديمة المزيفة التي ضربها ملوك الملا. وكان هذا يعني خسارة فادحة للتجار التبتيين، ولذلك لم تقبل الحكومة التبتية هذه الشروط.
قام الملك الشاه الثاني، الذي حكم من كاتماندو، براتاب سينغ شاه، بتزويد العملات الفضية المسبوكة خلال الفترة من 1775 إلى 1777. وبعد ذلك، عندما حاول النيباليون مرة أخرى إدخال عملات فضية جيدة إلى التبت، والتي كان من المفترض أن يتداولوها بسعر أعلى بكثير مقارنة بعملات مالا وبراتاب سيمها، رفض التبتيون الأمر الذي أدى إلى تعطيل التجارة بين نيبال والتبت. وفي عام 1785، أجرت التبت تجربة أخرى على عملاتها الخاصة، وذلك بهدف التخفيف من نقص العملات الفضية.

### نهاية القرن الثامن عشر

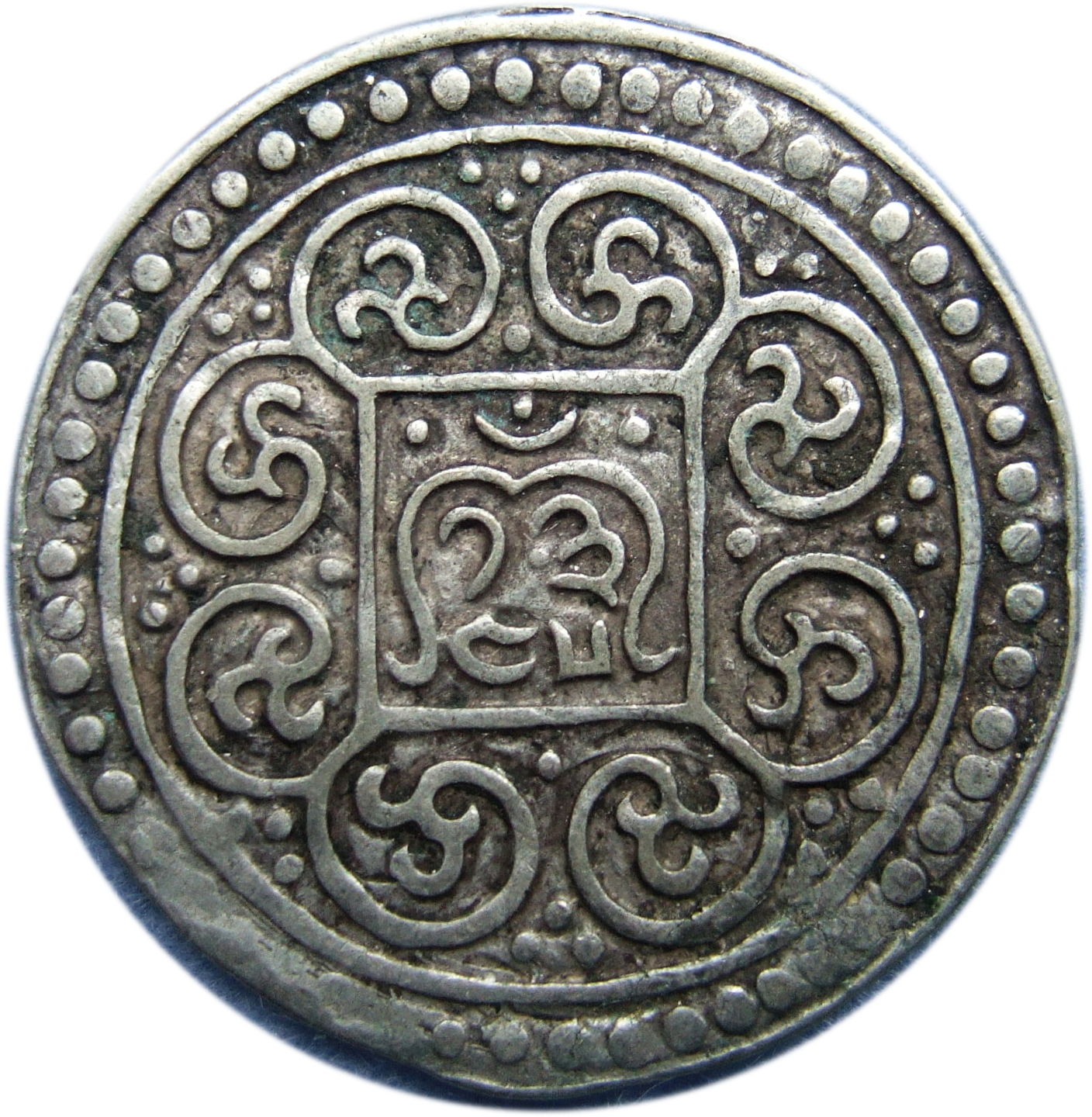
كونغ بار تانغكا مؤرخ في ١٣–٤٥ (= ١٧٩١ م)، الوجه.

ومن أجل استئناف تصدير العملات المربحة وفقاً لشروطهم، غزا النيباليون التبت في عام 1788 ومرة أخرى في عامي 1790/1791. عندما لجأت الحكومة التبتية إلى الصين طلباً للمساعدة، إرسل جيش إمبراطوري إلى التبت. وبالتعاون مع الجيش التبتي تمكنوا من طرد النيباليين بحلول خريف عام 1792.
انتهز الصينيون هذه الفرصة لتشديد قبضتهم على التبت، وأصدروا مرسومًا ينص ضمن أحكام أخرى على إدخال عملة فضية جديدة، تُسك باسم الإمبراطور تشيان لونغ. وفي الوقت نفسه أصبح من المحظور منذ ذلك الحين استيراد العملات الفضية من نيبال. من أجل حل مشكلة النقص المؤقت في العملات المعدنية في التبت عندما وصل الجيش الصيني في عام 1791، سمح الصينيون بضرب ما يسمى بـ "كونغ بار تانغكا" والتي إنتجت من سبائك الفضة وكان تصميمها مستوحى من النماذج الأولية النيبالية. كانت هذه التانغكا، التي إنتجت لأول مرة في مقاطعة كونغبو ثم في لاسا، أول عملات فضية تنتج بكميات كبيرة في التبت وكان وزنها تقريبًا مثل نظيراتها النيبالية، أي حوالي 5.2 غرام. منذ عام 1793 سكت عملات معدنية جديدة مصنوعة من الفضة النقية تقريبًا في لاسا. كانت تحتوي على نقوش تبتية وصينية. وفي هذه الأثناء، استمر إضراب تانغكا كونغ بار طوال عام 1792 وفي أوائل عام 1793. ترخص كلا النوعين من العملات المعدنية من قبل الصينيين، و سكت تحت إشراف مشترك بين الصين والتبت، ولكنها لم تكن جزءًا من النظام النقدي الصيني، حيث لم تكن العملات الفضية معروفة في الصين خلال القرن الثامن عشر وأوائل القرن التاسع عشر (باستثناء المنطقة التي أصبحت الآن منطقة سنجان ذاتية الحكم).

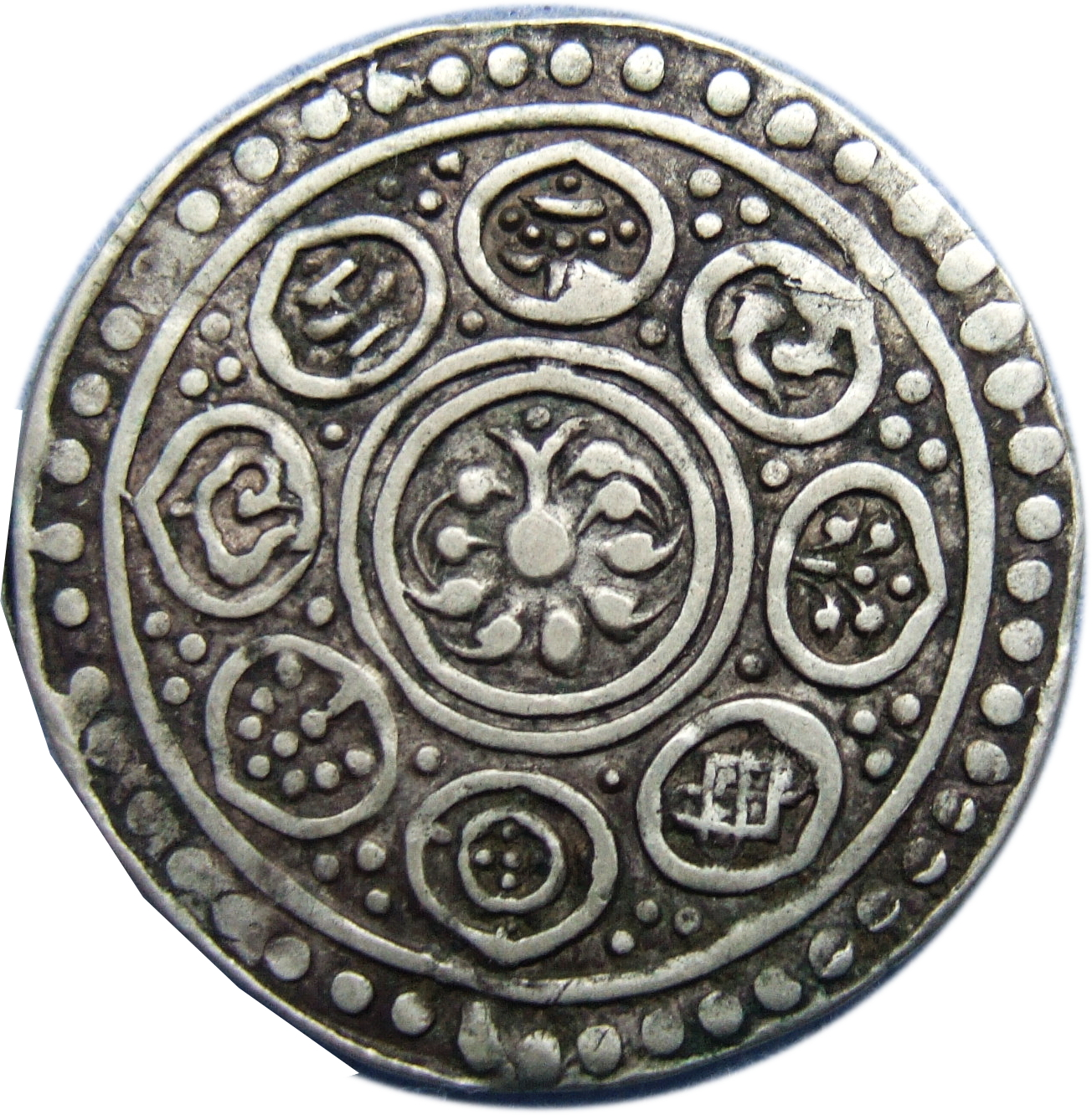
كونغ بار تانغكا مؤرخ في ١٣-٤٥ (= ١٧٩١ م)، عكسي

في عام 1791، كان من المخطط في الأصل من قبل السلطات الصينية أن تصب العملات النقدية النحاسية في التبت. ولو نفذت هذه الخطة، لكان من الممكن أن تصبح العملة التبتية جزءا من النظام النقدي الصيني. ولكن تخلوا عن هذه الخطة لأنها وجدت أن نقل النحاس من الصين إلى التبت من أجل صب العملات النقدية في لاسا أمر مكلف للغاية.
بين عامي 1791 و1836، كانت العملة التبتية تُحدد إلى حد كبير من قبل الحكومة الصينية بالتشاور مع السلطات التبتية، و سكت العملات الفضية وفقًا لمعيار شو (تشو) (أي حوالي 3.7 غرام) في الأعوام 58 و59 و60 من حكم تشيان لونغ (1793 و1794 و1795).
سُكّت أيضًا بعض العملات الفضية في العام الحادي والستين من حكم تشيان لونغ (1796)، الذي تنازل عن العرش في نهاية عامه الستين. وبحلول وقت وصول خبر تنازله إلى لاسا، كانت بعض العملات الفضية الصادرة في العام الحادي والستين قد سُكّت وطُرحت للتداول.

### القرن التاسع عشر
سك المزيد من العملات الفضية الصينية التبتية في السنوات الست الأولى من عهد جياتشينغ (1796-1801)، وكذلك خلال العامين الثامن والتاسع (1803-1804) وخلال العامين الأخيرين من هذا الحكم، العام الرابع والعشرون والخامس والعشرون (1819-1820). خلال عصر داوغوانغ الذي تلا ذلك، سكت العملات الفضية فقط في السنوات الأربع الأولى من هذا العصر (1821-1824) وفي العامين الخامس عشر والسادس عشر (1835-1836).

### 1840 إلى 1954، سك العملة للحكومة التبتية

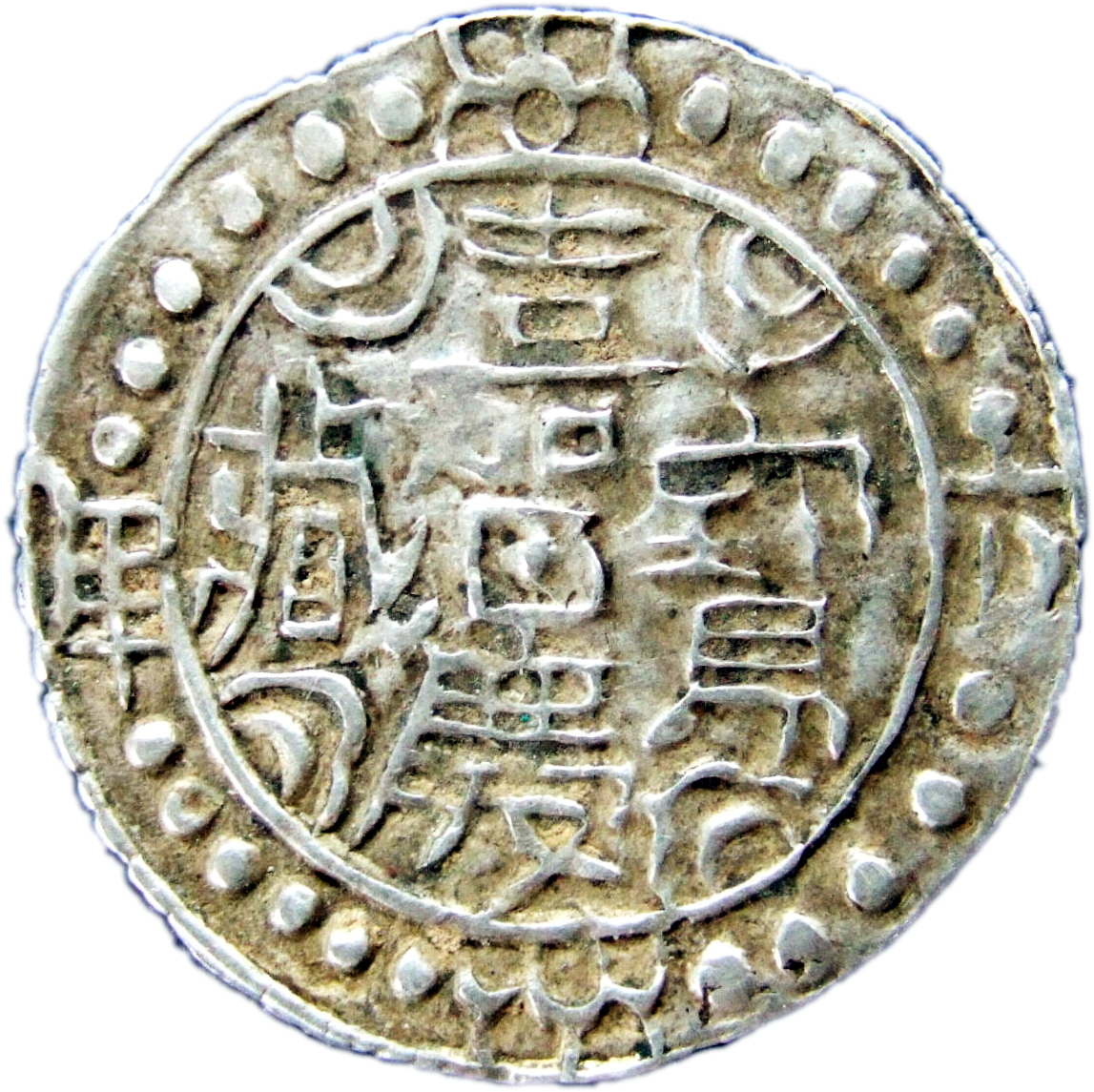
عملة صينية تبتية من السنة السادسة من عصر جيا تشينغ (1801)

وبعد ذلك ضعف النفوذ الصيني في التبت، ومن عام 1840 حتى عام 1954 اتخذت الحكومة التبتية قرارات بشأن نظام سك العملة في التبت مع تدخل عرضي واحد فقط من جانب الصينيين؛ وكانت العملات المعدنية في هذه الفترة تحمل نقوشًا وتصاميم تبتية فقط، ولم تتضمن أي إشارة إلى الصين على الإطلاق.
الحادث الوحيد الذي أوقف إنتاج العملات التبتية الصرفة حدث خلال الفترة القصيرة من عام 1909 إلى عام 1910 عندما سكّت الحكومة التبتية عملات نحاسية وفضية تعود إلى السنة الأولى من عهد شوان تونغ (1909)، وفي عام 1910 عندما سكّت الأمبان الصينية (ممثل الحكومة الصينية الإمبراطورية) في لاسا عملات فضية ونحاسية تحمل أساطير باللغة الصينية والتبتية. هذه هي العملات المعدنية الوحيدة التي سكت في التبت والتي يمكن اعتبارها جزءًا من النظام النقدي الصيني في هذه الفترة.
كانت أنواع العملات الوحيدة التي أُنتجت في لاسا بين عامي 1840 و1908 هي العملات الفضية المضروبة وفقًا لمعيار "تانغكا" الذي أُنشئ حديثًا، وهو "غاندين تانكا" (نيكولاس رودس : غادين تانكا في التبت. الجمعية الشرقية لعلم العملات، ورقة عرضية، العدد 17، يناير 1983) ومن نوع "كونغ بار تانكا" الأقدم.

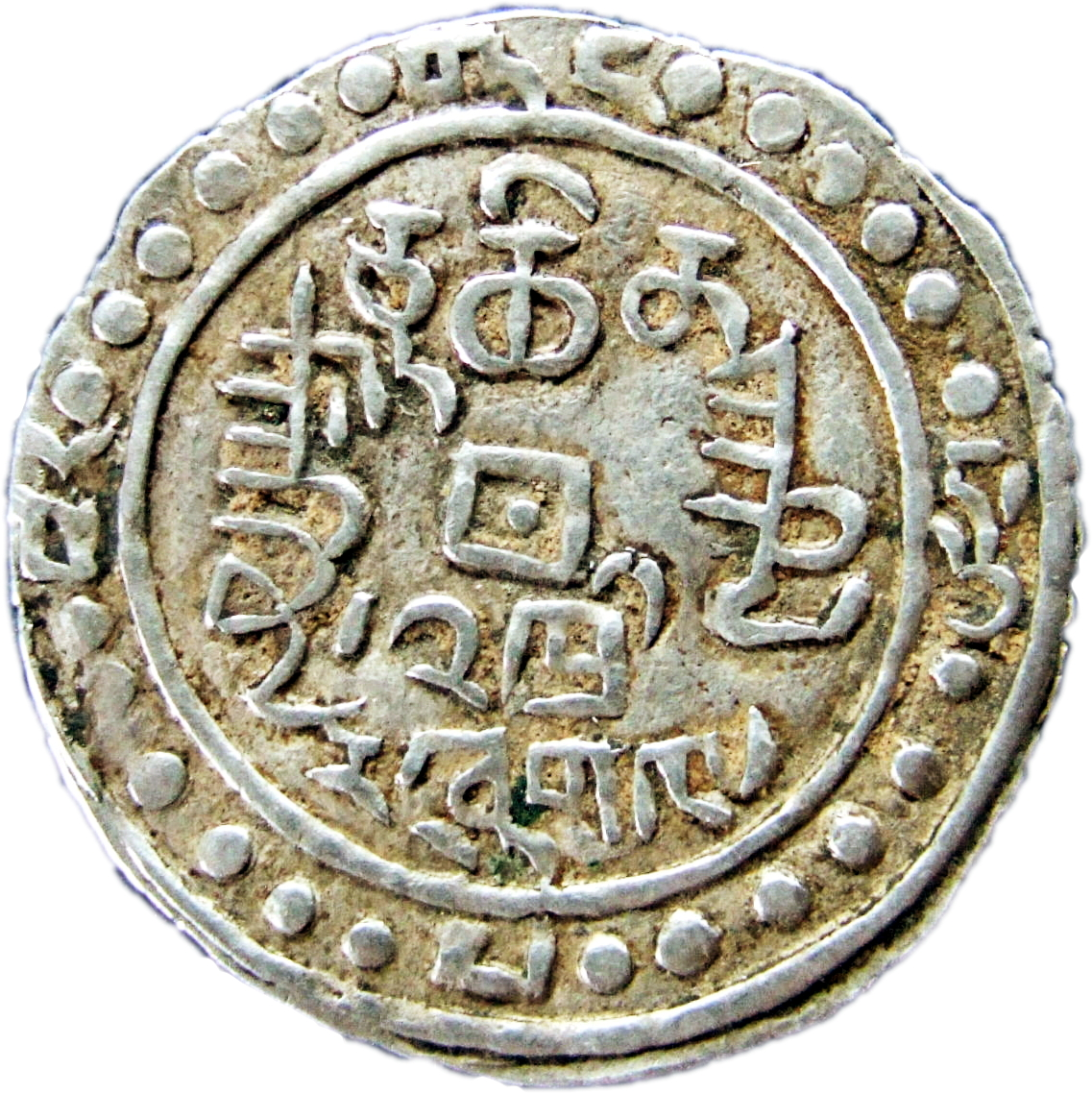
عملة صينية تبتية من السنة السادسة من عهد جياتشينغ (1801) عليها نقش باللغتين التبتية والمنشورية (الوجه الخلفي)

بعد انقطاع إنتاج العملات التبتية الصرفة المذكور سابقًا نحو نهاية عهد أسرة تشينغ (1909/1910)، بدأت الحكومة التبتية في إنتاج مجموعة كبيرة من العملات الفضية والنحاسية في فئات مختلفة تتراوح من 2 ½ سكار إلى 1 سرانج. قدمت عملات فضية لاحقة من فئات أعلى: 1 ½ و 3 سرانج (1933-1938 و 1946) من عام 1949 حتى عام 1952 سكت عملات معدنية من فئة "10 سرانج" والتي تحتوي على حوالي 10٪ فقط من الفضة؛ هذه هي العملة ذات الفئة الأعلى التي إصدرت للتداول المنتظم في التبت.
من عام 1918 حتى أوائل عام 1921، سكت العملات الذهبية من فئة "20 سرانج" في دار سك العملة سيرخانغ التي كانت تقع بالقرب من نوربولينغكا، المقر الصيفي للدالاي لاما. لم تكن هذه العملات الذهبية متداولة كثيرًا في التبت وكانت تستخدم بشكل أساسي لتخزين الثروة، أو تصدر إلى الهند حيث يمكن الحصول على ربح جيد.
استمر سك التانغكا الفضية بتصميم "جاندين تانكا" في القرن العشرين بالتوازي مع الطوائف الأخرى المختلفة التي ذكرناها للتو. إنتجت آخر عملة فضية تبتية من هذا التصميم في عام 1953/1954؛ وكان هذا إصدارًا خاصًا سك من الفضة النقية لتوزيعه على الرهبان في منطقة لاسا. تقيمت هذه العملات المعدنية التي ضربت آليًا بدقة بخمسة سرانج.
من عام 1840 حتى عام 1932 كانت العملات المعدنية في التبت تُسك يدويًا، وفي وقت لاحق باستخدام آلات محلية الصنع تعمل بالطاقة المائية أو بقوة الإنسان، في دور سك مختلفة تقع في لاسا أو بالقرب منها.

### تداول العملات الأجنبية والروبية السيشوانية

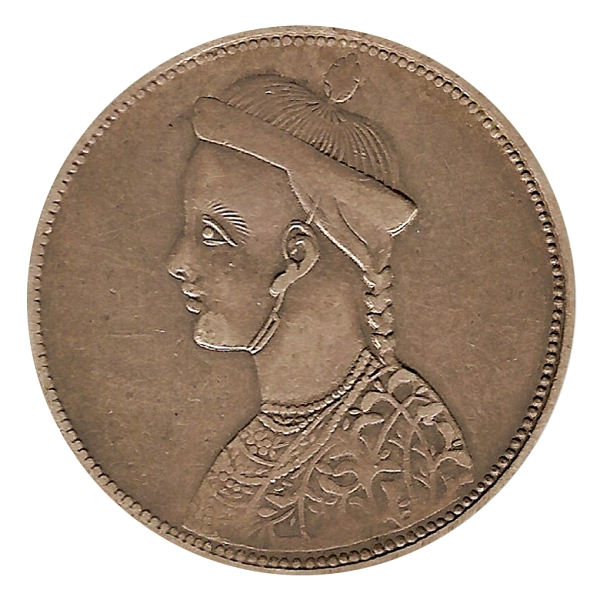
روبية سيتشوان. إصدار مبكر من الفضة الجيدة، ضرب في تشنغدو في عام 1902 أو بعده. وجه العملة

خلال النصف الثاني من القرن التاسع عشر والثلث الأول من القرن العشرين، تداولوا عدد كبير من العملات الفضية الأجنبية في التبت. وكان يتداول معظمها بالوزن، مثل الدولار الفضي المكسيكي والدولار الفضي الإسباني الأميركي، والروبل الروسي، والمارك الألماني. كان الاستثناء الوحيد هو الروبية الهندية البريطانية، وخاصة تلك التي تحمل صورة الملكة فيكتوريا، والتي تداولوها على نطاق واسع في التبت وكانت مفضلة في الغالب على العملات التبتية. كانت هذه الروبيات مصنوعة من الفضة الجيدة وكانت لها قيمة ثابتة، حيث كانوا يتبادلوها مقابل ثلاثة تانغكا حتى عام 1920 تقريبًا وفي السنوات الأخيرة من القرن العشرين زادت قيمتها بشكل كبير. لقد نظرت السلطات الصينية إلى شعبية الروبية الهندية بين التجار التبتيين بعين الريبة، وفي عام 1902 بدأت في سك روبياتها الخاصة والتي كانت نسخًا قريبة من الروبية الهندية فيكتوريا، و استبدلت صورة الملكة بصورة رجل صيني، أو كما يعتقد معظم علماء العملات، صورة الإمبراطور جوانجشو من الصين. سكت الروبية الصينية في تشنغدو، وبدءًا من ثلاثينيات القرن العشرين أيضًا في كانغدينج، وهي مدينة حدودية سابقة بين التبت والصين في غرب سيتشوان. كانت الإصدارات الأولى من الفضة الجيدة، وقد اكتسبت شعبية معينة بين التبتيين، ولكن الإصدارات اللاحقة، وخاصة تلك التي سكت في كانغدينغ، كانت تحتوي على كمية كبيرة من السبائك، وبالتالي لم يقبلها العديد من التجار. وفي فترة سك العملة المبكرة، أيضًا سك عدد صغير من العملات النقدية من فئة النصف والربع روبية في تشنغدو. وبما أنها كانت غالبًا ما تنتهي كأزرار أو أجزاء من المجوهرات الفضية، فقد توقف إنتاجها قريبًا، وعندما كانت هناك حاجة إلى القليل من العملات المعدنية، كانت الروبيات بأكملها تُقطع إلى نصفين أو تُقسم إلى أرباع بمساعدة السيف والمطرقة. بلغ إجمالي المبلغ الذي سك من نصف الروبية 130 ألفًا، ومن ربع الروبية 120 ألفًا. يُقدر أنه سك ما بين 25,500,000 و27,500,000 روبية سيشوانية بين عامي 1902 و1942.

## الأوراق النقدية التبتية

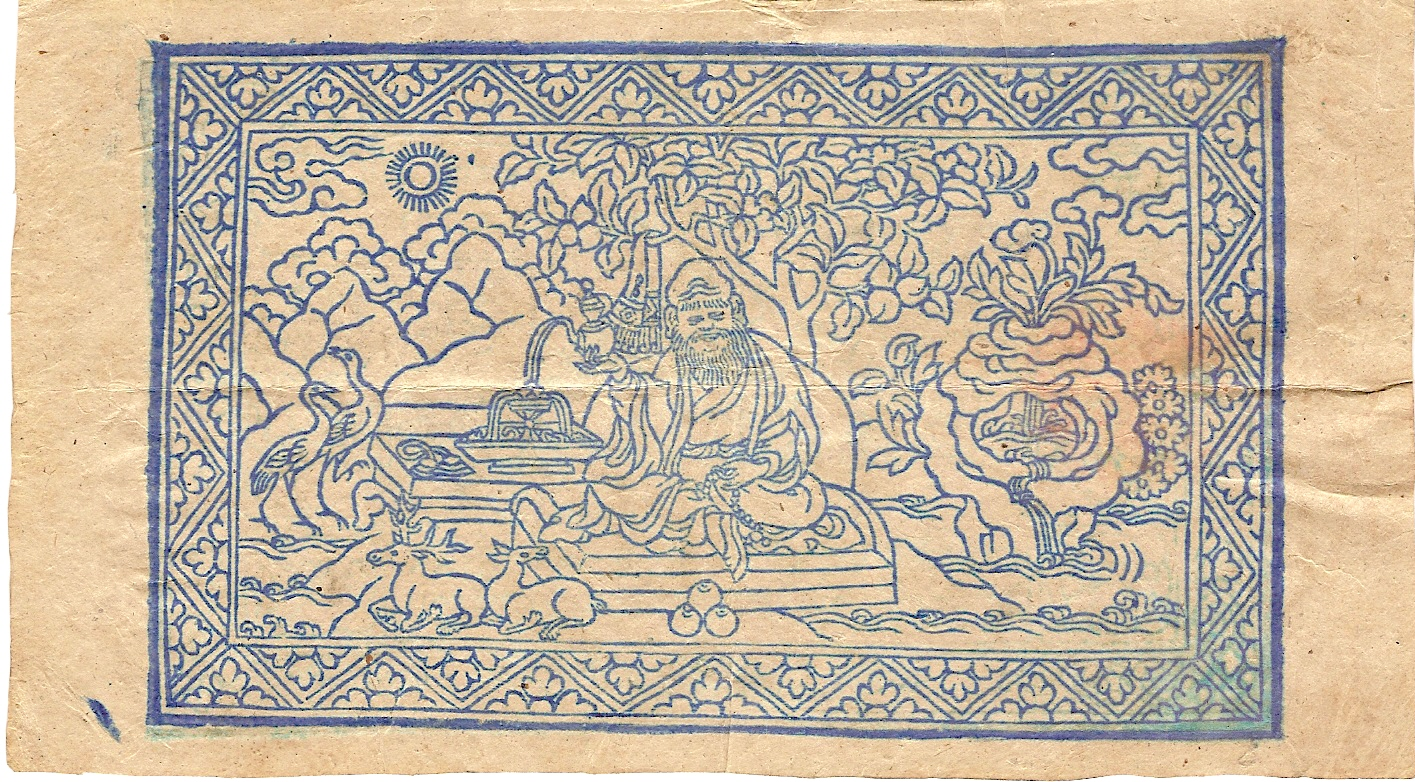
ورقة نقدية بقيمة 50 تام، مؤرخة في العصر التبتي عام 1659 (= 1913) الوجه الخلفي. تُظهر اللوحة المركزية مشهدًا يُسمى باللغة التبتية tshe ring rnam drug ("ستة [رموز] الحياة الطويلة")، ويتكون من رجل عجوز (mi tshe ring) يجلس تحت ما يُرجح أنه شجرة خوخ، ويده اليسرى مستندة على حجره ممسكًا بمسبحة، ويده اليمنى المرفوعة ممسكة بإناء ماء. تم وضع ثلاث جواهر أمامه وعلى يمينه يظهر زوج من الغزلان وزوج من الكركي. على يسار الرجل العجوز، يظهر شلال وصخرة كبيرة على شكل صدفة وأزهار. إن زوج الغزلان، والكركي، والصخرة، والشلال، وشجرة الخوخ، والرجل العجوز نفسه، كلها رموز مرتبطة بطول العمر.

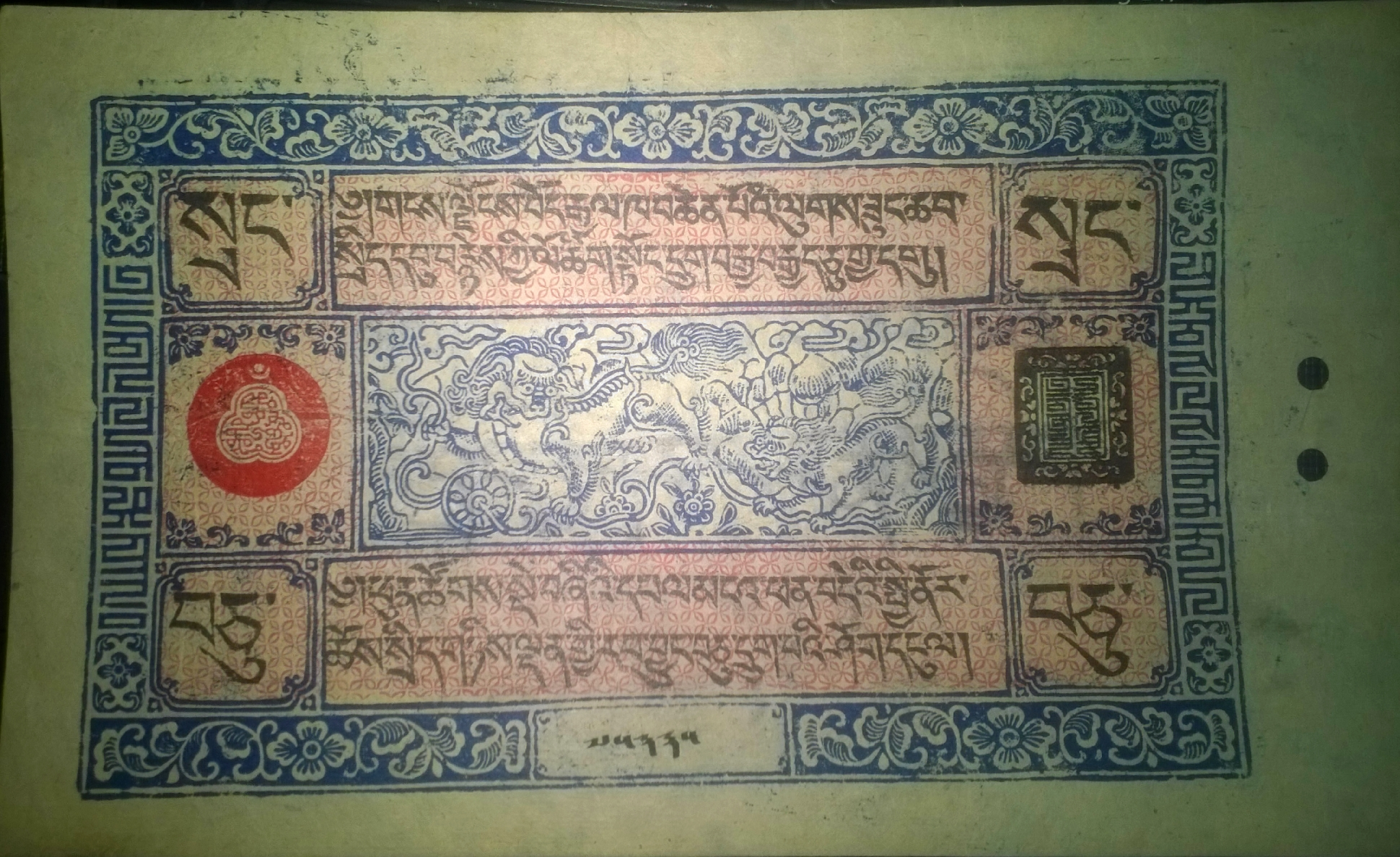
10 سرانج

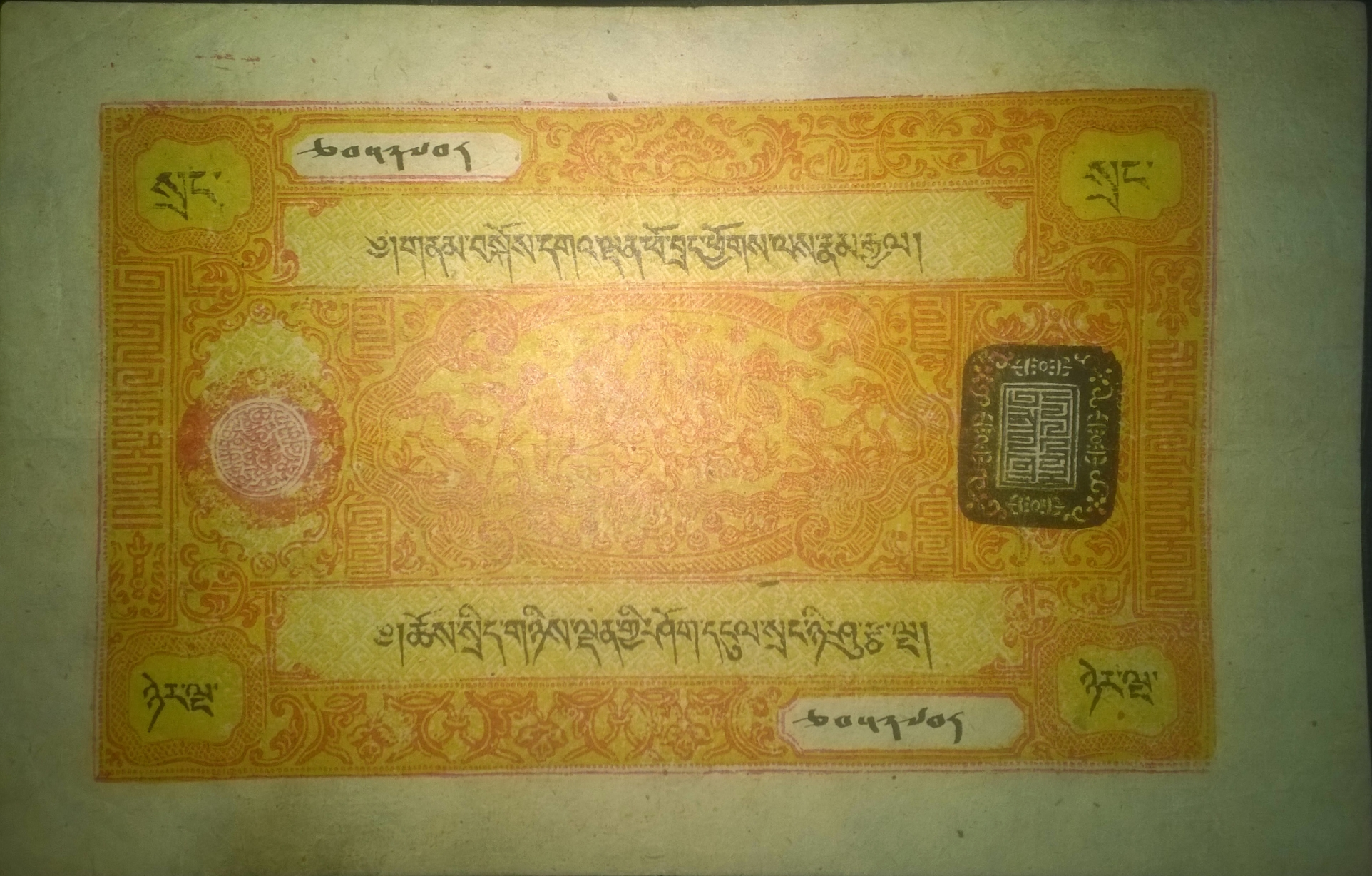
25 سرانج

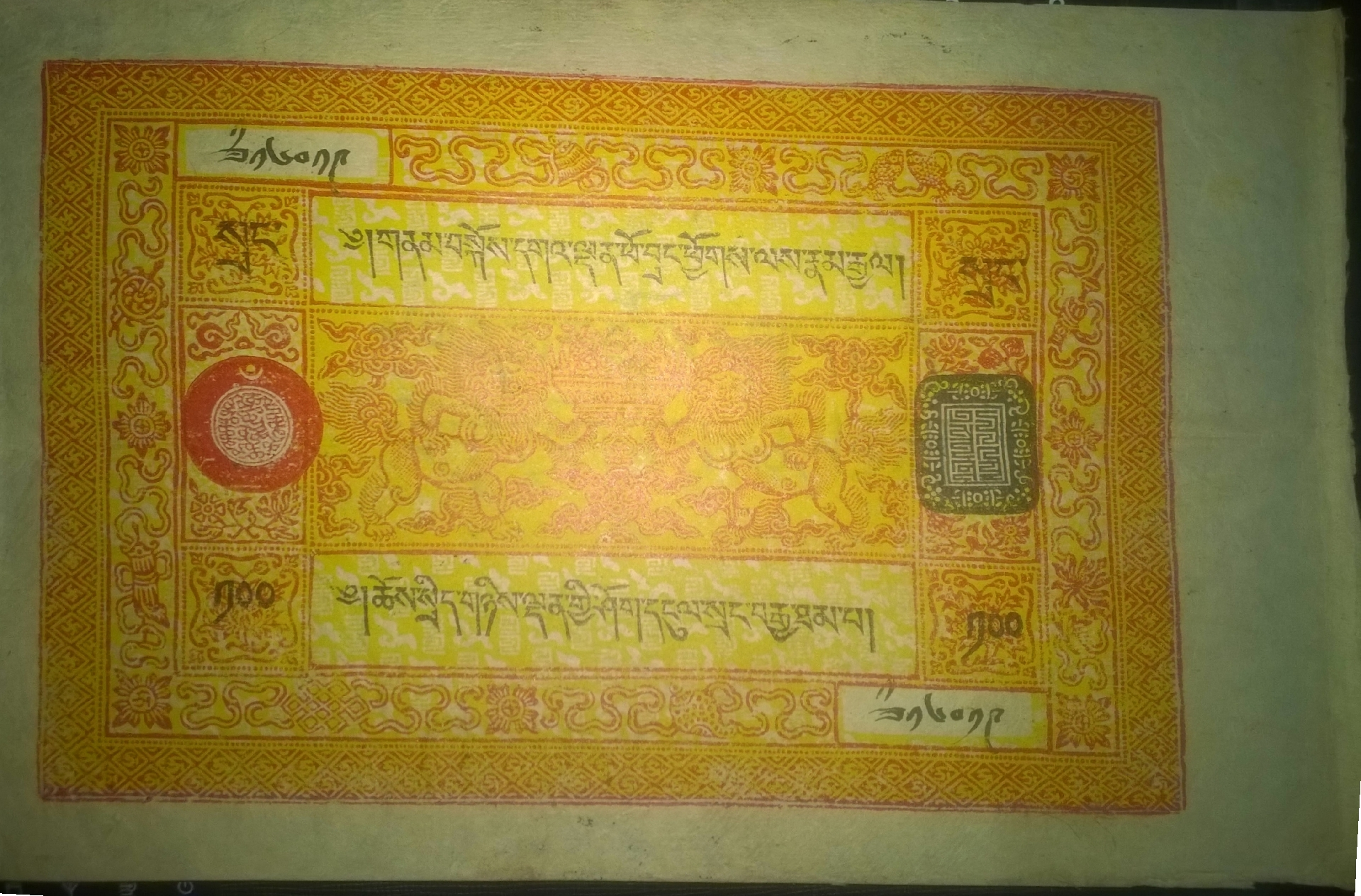
100 سرانج

صدرت الأوراق النقدية التبتية لأول مرة في يناير 1913 بفئات 5 تام (أخضر أو أزرق) و10 تام (أحمر). يرجع تاريخها إلى عام 1658 من العصر التبتي (الذي بدأ في عام 1912 م وانتهى في أوائل عام 1913). وتبع ذلك إصدارات أخرى في وقت لاحق في عام 1913 م. يعود تاريخ جميع هذه الأوراق النقدية إلى عام 1659 من العصر التبتي، والذي بدأ في فبراير 1913 ميلادي. وهي على النحو التالي: ورقة نقدية بقيمة 10 تام (حمراء)، ورقة نقدية بقيمة 15 تام (بنفسجية)، ورقة نقدية بقيمة 25 تام (بنية أو صفراء)، وورقة نقدية بقيمة 50 تام (زرقاء أو أرجوانية). مثل الإصدارين السابقين، تحمل هذه الأوراق النقدية ختمًا أحمر يمثل سلطة الدالاي لاما وختمًا أسود يحمل النقش التالي بالخط التبتي "phags pa" (ويسمى أيضًا "خط الختم"): gzhung dngul khang، ويمكن ترجمته إلى "خزانة الحكومة" أو "البنك الحكومي". استمر طباعة الأوراق النقدية الخمس تام، لكن التاريخ الموجود على هذه الأوراق لم يتغير، أي أنه ظل TE (العصر التبتي) 1658. كانت الأوراق النقدية التبتية المبكرة مطبوعة على ورق محلي الصنع ومرقمة يدويًا باستخدام حبر أسود بواسطة خطاطين تبتيين مدربين خصيصًا. وفي ثلاثينيات القرن العشرين، سحبت من التداول. تحمل النقش التالي على الوجه:
"عصابات ljongs bod rgyal khab chen po´i lugs zung chab
"Srid dbu brnyes kyi lo chig stong drug brgya bcu nga brgyad
"فون تشوغس سدي بزي دبال منغا فان بدي سبي نور
"Chos srid gnyis ldan gyi rab byung bco lnga pa´i[ba ´i] shog dngul."
وقد اقترحت الترجمة التالية لهذه الأسطورة:
1658 عامًا من تأسيس الشكل الديني- العلماني للحكومة في دولة التبت العظيمة، أرض الثلوج، والعملة الورقية (شوغ دنغول) من الدورة الخامسة عشرة (راب بيونغ بكو لنغا) لحكومة الدين والسياسة (تشوس سريد جنييس لدان)، والجوهرة العالمية (سبي نور) للنفع والبركة، الموهوبة بأربعة أنواع من النعم.

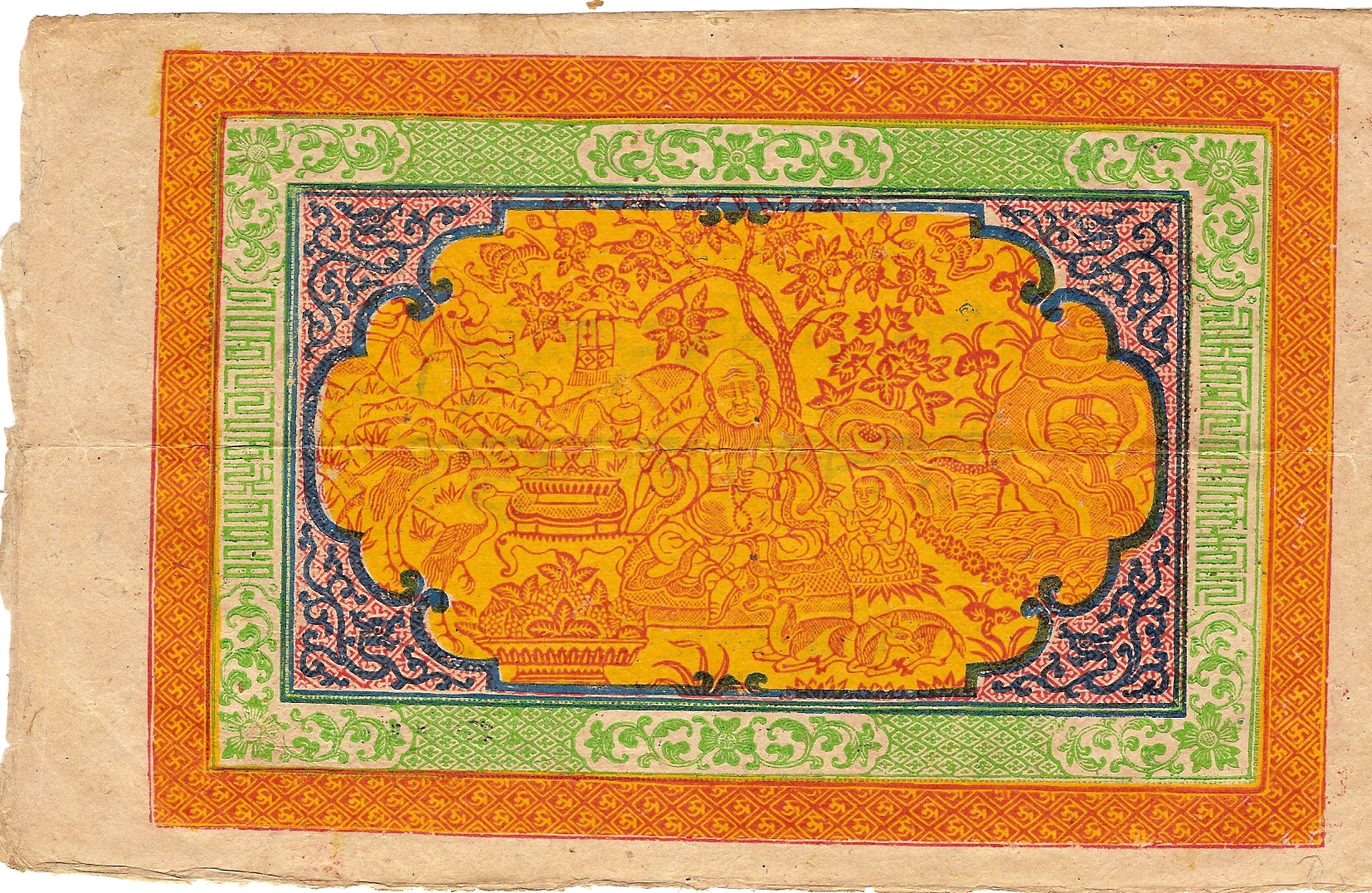
ورقة نقدية بقيمة 100 تام سرانج بدون تاريخ، صدرت في عام 1980. في عام 1938. يعكس. إن المشهد داخل الخرطوشة المركزية يشبه المشهد الموجود على الجانب الخلفي من ورقة الخمسين تام. ومع ذلك، تم استبدال شجرة الخوخ بشجرة الرمان، وفي الزوايا العلوية اليسرى واليمنى تمت إضافة خفاشين، رمزين للحظ السعيد.

كانت فئة العملة الأعلى (50 تام) مزورة في كثير من الأحيان، وقررت الحكومة التبتية تقديم نسخة جديدة متعددة الألوان مطبوعة بطريقة أكثر تطوراً. طبعت الأساطير الموجودة على الوجه الأمامي من كتل خشبية، في حين طبع التصميم المتبقي على كلا الجانبين آليًا باستخدام العديد من الكتل المعدنية المختلفة. كانت الأوراق النقدية الأولى لهذا الإصدار الجديد مؤرخة في عام 1672 ميلادي (= 1926 ميلادي). إنتجت أوراق نقدية جديدة من هذه الفئة كل عام حتى عام 1687 (= 1941 م).
في عام 1937 أو 1938 قدمت أوراق نقدية جديدة متعددة الألوان بقيمة عالية تبلغ 100 تام سرانج. إنها تحمل نفس الختم الأحمر المثمن مثل الأوراق النقدية المبكرة المقومة بـ "تام" وختم أسود من نوع جديد يحمل النقش التالي: Srid zhi dpal ´bar.
تشير هذه الأسطورة إلى دار سك العملة الحكومية التبتية. اقتُرحت الترجمات التالية: "حكومتان شهيرتان"؛ "مجد الحكومتين (العلمانية والدينية)" "ليُعزز كل شكل من أشكال الوجود الخير" و"الحكومة والسلام والتقدم". أما الترجمة الأكثر حرية فتُقرأ: "الحكومة السلمية تُولّد الرخاء".
سرعان ما تغيرت فئة هذه الأوراق النقدية من "تام سرانج" إلى "سرانج" و منحت ختمًا دائريًا أحمر أصغر حجمًا. الأوراق النقدية من فئة 100 سرانج مطبوعة آليًا ومرقمة يدويًا؛ و إصدرت بانتظام بين عامي 1939 و1945 ومرة أخرى بين عامي 1951 و1959 ولكنها لا تحمل أي تاريخ. لقد نجت العديد من الأوراق النقدية من هذه الفئة وهي شائعة نسبيًا في سوق العملات.
تلا ذلك إصدار أوراق نقدية أخرى مطبوعة آليًا من فئة "سرانج". في عام 1940، صدر ورق نقدي من فئة "10 سرانج" يحمل تاريخ الإصدار 1686. طُبعت هذه الأوراق بثلاثة ألوان (أحمر، أزرق، وأسود)، وحملت تواريخ إصدار مختلفة حتى عام 1694 (1948 ميلاديًا). أُصدرت ورقة نقدية صغيرة الحجم من فئة "5 سرانج" بدون تاريخ بين عامي 1942 و1946. وأخيرًا، طُرح ورق نقدي من فئة "25 سرانج" بدون تاريخ في عام 1950، واستمر إصداره حتى عام 1955.
طبعت جميع الأوراق النقدية التبتية المقومة بالسرانج آليًا على ورق محلي الصنع في دار سك العملة الحكومية في ترابشي ليكونغ باستخدام أحبار مستوردة من الهند. جميع الطوائف مرقمة يدويا.
في عام 1959، سحبت هذه الإصدارات من التداول واستبدلت بالأوراق النقدية الصينية المقومة بالرنمينبي يوان.

## سك النقود التبتي

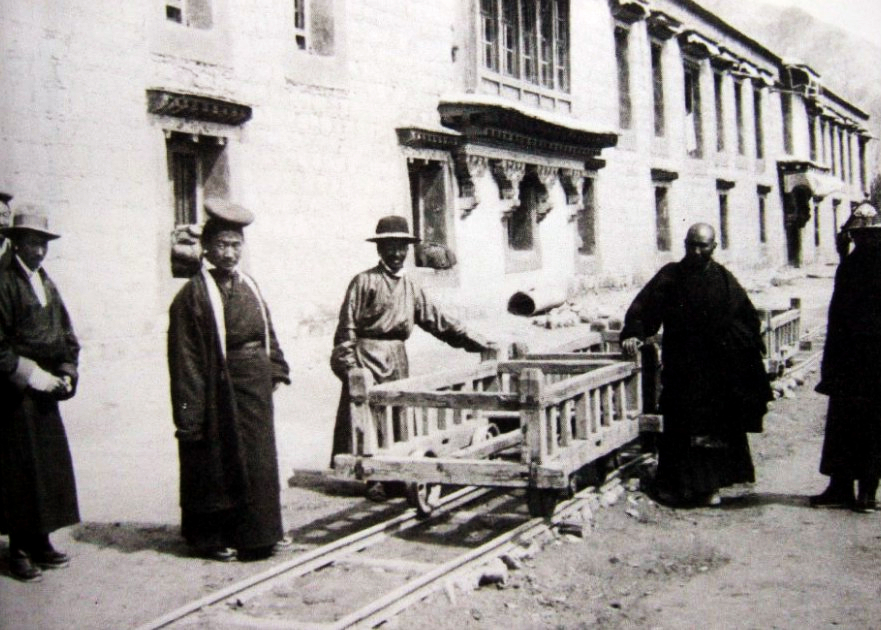
ترابشي ليكونغ، 1933

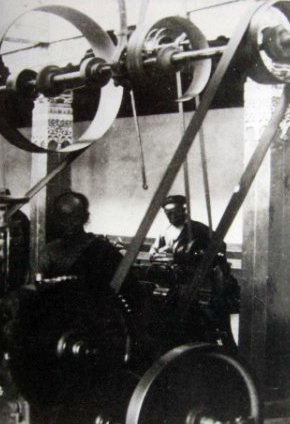
ترابشي ليكونغ، 1933

من بين أهم دور السك في أوائل القرن العشرين كانت واحدة تُعرف باسم "دود دبال" (لاس خونغ) وتقع في شول، أسفل قصر بوتالا، وواحدة تقع على بعد حوالي 10 كيلومترات شمال/شمال شرق لاسا في وادي دودي (وادي دوج بد أو دوج سدي)
كان هناك دار سك عملات مهمة أخرى تقع في ترابشي (على بُعد 4 كيلومترات شمال لاسا في الطريق إلى دير سيرا). حُدِّثت هذه الدار في أوائل ثلاثينيات القرن العشرين، ونُقلت جميع آلات دور السك الأخرى إليها لاحقًا، والتي كانت تُدار كدار سك عملات حكومية تبتية وحيدة منذ عام 1932 فصاعدًا. كان اسمها الرسمي ترابشي لوتر ليكهونغ ( grwa bzhi glog ´khrul la khung، أي "مصنع آلات ترابشي الكهربائية"). في الوقت الحاضر، يشغل المجمع الضخم لدار السك السابقة أحد سجون لاسا العديدة، والمعروف باسم "سجن ترابشي".
علاوة على ذلك، كان هناك دار سك عملات تُسمى "جسر خانغ" ("بيت الذهب")، تقع غرب نوربو لينغكا، وتعمل في عشرينيات القرن العشرين لسكّ العملات الذهبية والنحاسية. كما كانت دار سك عملات تُعرف باسم "ميكيي" (مي كايد التبتية؛ اختصارًا لعبارة "مي توج سكايد بو" التي تعني "أزهارًا جميلة") تقع في مقر إقامة الأمبان الصيني، وربما استخدمها الصينيون عام 1910 لسكّ العملات الصينية التبتية. استولت عليها الحكومة التبتية بعد الرحيل القسري لآخر الأمبان عام 1913، وسُكّت العملات فيها بين عام 1914 وأوائل ثلاثينيات القرن العشرين. يُشار أحيانًا إلى منشأة تقع جنوب نهر كيتشو بالقرب من لاسا، تُعرف باسم ترسانة تيب، باسم "دار سك العملة"، ولكن لا يوجد دليل على سك العملات المعدنية هناك. كان يوجد مصنع صغير مخصص لإنتاج الفراغات النحاسية في وادي تشومبي في منتصف الطريق تقريبًا بين ياتونغ والحدود التبتية السيكيمية؛ وكان اسمه نوربو تسوكي (بالتبتية: nor bu mthso dkyil) وكان يعمل بين عامي 1923 و1928.
كانت عملات القرنين الثامن عشر والتاسع عشر تُسك يدويًا، بينما كانت عملات أوائل القرن العشرين تُسك بآلات محلية الصنع تعمل بالماء أو بقوة الإنسان. ومنذ عشرينيات القرن العشرين، سُكّت العملات بآلات مستوردة من إنجلترا والهند البريطانية، أولًا على أساس تجريبي في عامي 1928 و1929، ثم على نطاق واسع بين عامي 1932 و1938، ثم مرة أخرى بين عامي 1946 و1954. وكانت الطاقة الكهربائية لهذه الآلات تُزوَّد من محطة طاقة كهرمائية في وادي دود، أُنشئت بين عامي 1927 و1928 بمعدات مُستوردة من إنجلترا عام 1924.

## من 1955 إلى 1959

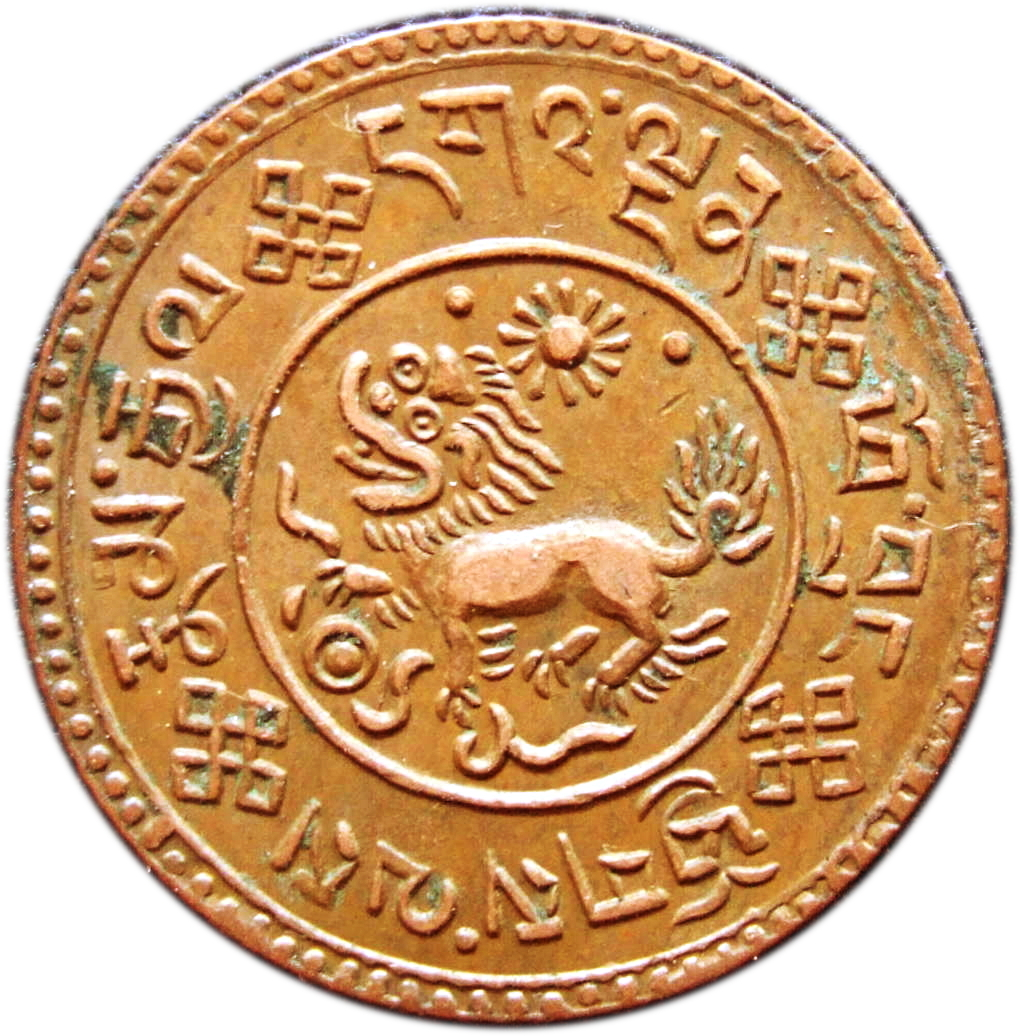
عملة نحاسية بقيمة 1 شو، مؤرخة 16-6 (= 1932 م)، الوجه.

بعد معركة شامدو في عامي 1950 و1951، أدى التدخل المتجدد للصين إلى حالة لم يسك المزيد من العملات المعدنية من عامي 1955 و1959. ومع ذلك، استمرت طباعة الأوراق النقدية من فئة 100 سرانج. في أوائل خمسينيات القرن العشرين، أعاد الصينيون سكّ الدولارات مع صورة يوان شيكاي في دار سك العملة في تشنغدو. أُدخلت هذه الدولارات إلى التبت لدفع رواتب العمال التبتيين المشاركين في بناء الطرق، ولكسب ود التبتيين ذوي النفوذ. هُرّبت كميات كبيرة من دولارات يوان شيكاي إلى الهند بواسطة تجار تبتيين اشتروا سلعًا غربية في كلكتا، وباعوها بأرباح طائلة لأفراد الجيش الصيني في لاسا.

## بعد عام 1959

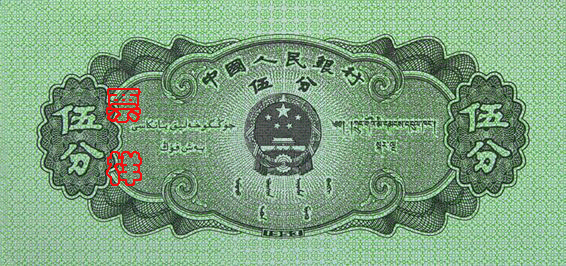
ورقة نقدية من فئة خمسة ميمانغ شوغنغول سكار صدرت عام 1953، وظلت صالحة حتى عام 2007

خلال الهجرة الكبيرة للتبتيين، بحلول منتصف عام 1959، توقف أيضًا تداول الأوراق النقدية، عندما أدخلت جمهورية الصين الشعبية عملة ميمانغ شوغنجول (= "عملة ورقية شعبية") إلى التبت، لتحل في النهاية محل العملة التبتية التقليدية.
منذ عام 1959، ميمانج شوجنجول سجور ( Tibetan
يُطلق على أحد أنواع السغور اسم gor gcig Tibetan

## تواريخ العملات التبتية

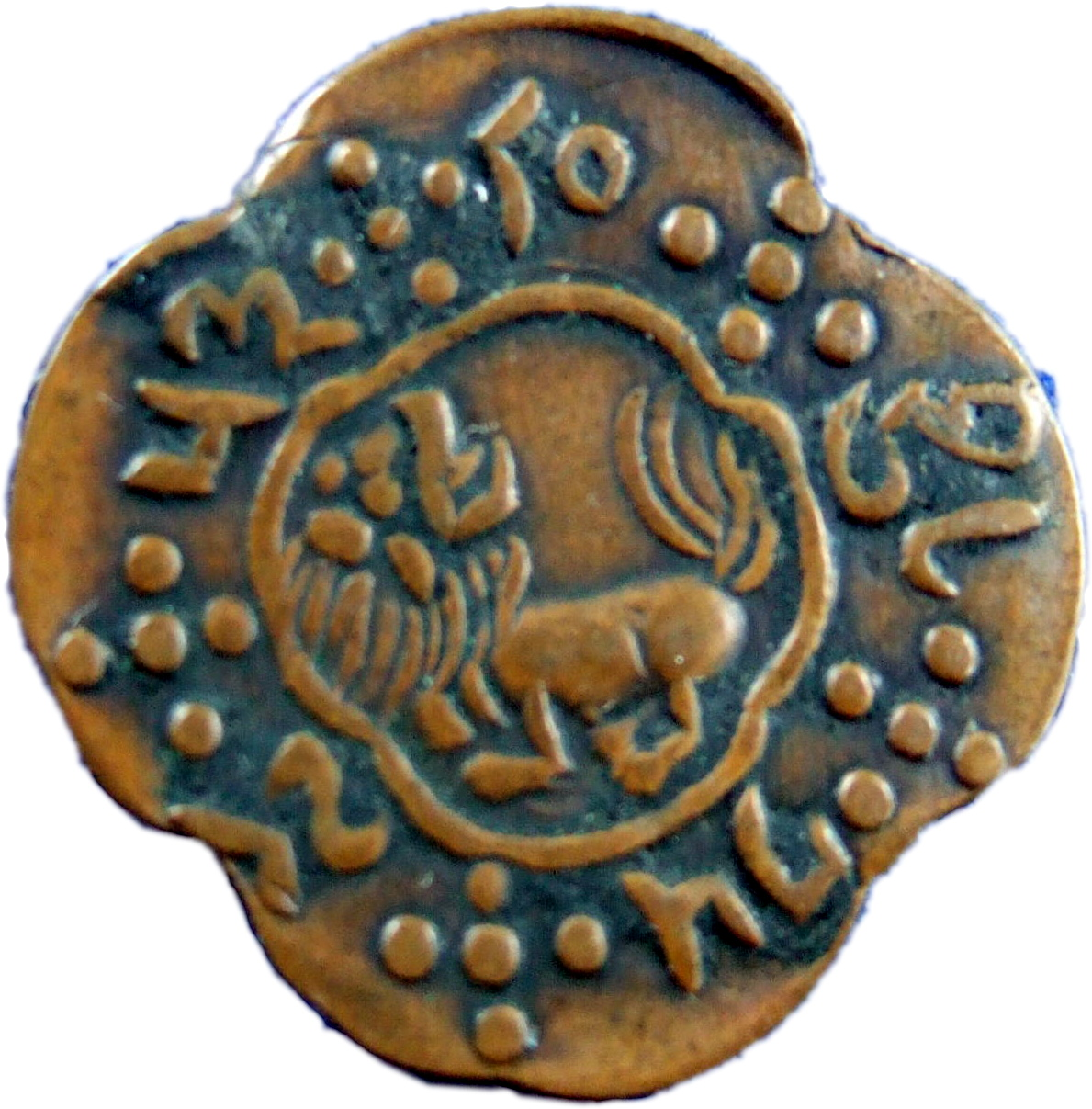
عملة نحاسية تبتية 2½ سكار، بتاريخ 15-53 (= 1919 م)، الوجه

باستثناء العملات الصينية التبتية، وعملات التانغكا المبكرة غير المؤرخة من القرن الثامن عشر، وعملات التانغكا غاندن غير المؤرخة، تحمل جميع العملات التبتية نقشًا يوضح الدورة والسنة التي سُكّت فيها. تتألف كل دورة من 60 عامًا. السنة الأولى من الدورة الأولى تُوافق عام 1027 ميلاديًا حسب التقويم الغربي.
وفقًا للتقاليد التبتية، أُدخلت الكالاتشاكرا (dus kyi 'khor lo) إلى التبت من الهند عام 1026. ولذلك، تُسجل التواريخ الموجودة على العملات التبتية عدد السنوات التي انقضت منذ هذا الحدث التاريخي. لتحويل تاريخ دورة عملة تبتية إلى تاريخ غربي، يُمكن استخدام الصيغة التالية: (عدد الدورات ناقص 1) ×60، زائد عدد السنوات، زائد 1026.
مثال: rab byung 15 lo 43 يعني أن 14 دورة كاملة بالإضافة إلى 43 عامًا من الدورة الخامسة عشرة قد انقضت منذ عام 1026. يمكن تحويل هذا التاريخ على النحو التالي: (15 – 1) × 60 + 43 + 1026 = 1909 م.
من الضروري معرفة أن السنة التبتية تبدأ عادةً في شهر فبراير وفقًا لتقويم العالم الغربي. لذلك، لا يُمكن أن تكون العملة المذكورة أعلاه قد سُكّت في يناير 1909، بل ربما سُكّت في أواخر يناير أو أوائل فبراير 1910.

## وحدات العملة التبتية
كان لدى التبت نظامٌ مزدوجٌ ومعقدٌ لوحدات العملة. استُوردت إحداها من نيبال، وكانت وحدتها الأساسية "تانكا" (وتُسمى أيضًا "ترانغكا" أو "تام" أو "تامغا"؛ أي ما يعادل حوالي 5.4 إلى 5.6 جرام من الفضة المصبوبة). أما الأخرى فكانت مستوردة من الصين، وكانت وحدتها الأساسية هي "سرانج" (ليانغ صيني، يعادل 37.3 (جرام من الفضة). وقد استُخدم هذان النظامان في التبت في وقت واحد منذ عام 1640 وحتى عام 1959.
| حساب القيم المتبادلة لوحدات العملة                                                                     | التقسيمات الفرعية للسرانج | عملات فضية، تم سكها فقط في القرنين الثامن عشر والتاسع عشر |
| --- | --- | --------------------------------------------------------- |
| - 1 سرانج = 6 2/3 تانكا - 1 تانكا = 1 ½ شو = 15 سكار - ½ تانكا = 7 ½ سكار - 1 شو = 2/3 تانكا = 10 سكار | - 1 سرانج = 10 شو = 100 سكار - 1 شو = 10 سكار - 1 سرانج كان يسمى "عصابة سرانج" - 1 شو كان يسمى "عصابة تشو" - 2 شو كان يسمى "تشو دو" | - نصف شو - ½ تانكا = ¾ شو - 1 شو - 1 تانكا                |

سكت وحدات صغيرة من ½ شو و½ تانغكا للتداول بأعداد صغيرة فقط في عام 1793. وتوجد أيضًا بعض عملات ½ شو المؤرخة في عهد تشيان لونغ 59. ومع ذلك، فهي نادرة للغاية، وربما يتعين علينا اعتبار معظمها أنماطًا أو نماذج أولية.
في القرن العشرين، ضربت الوحدات التالية:
| نحاس | فضة أو مليار | ذهب                     |
| --- | --- | ----------------------- |
| - نصف سكار ("سكار تشي") - 1 سكار ("عصابة سكار") - 1/8 شو - ¼ شو - 2 ½ سكار ("skar phyed gsum" أو "kha عصابة") - 5 سكار ("سكار لنجا") - 7 ½ سكار ("سكار فيد برجياد") - 1 شو ("عصابة تشو") - 3 شو ("تشو غسوم") - 5 شو ("تشو لنغا") | - 1 تانكا - 1 شو ("عصابة تشو") - 2 شو ("تشو دو") - 5 شو ("تشو لنغا") - 1 سرانج ("عصابة سرانج") - 1 ½ سرانج ("سرانج جانج تشو lnga") - 3 سرانج ("سرانج غسوم") - 5 سرانج (بأعداد محدودة؛ وقد تم سك هذه العملة أيضًا من النحاس) - 10 سرانج ("سرانج بي سي يو") | - 20 سرانج ("gser tam") |

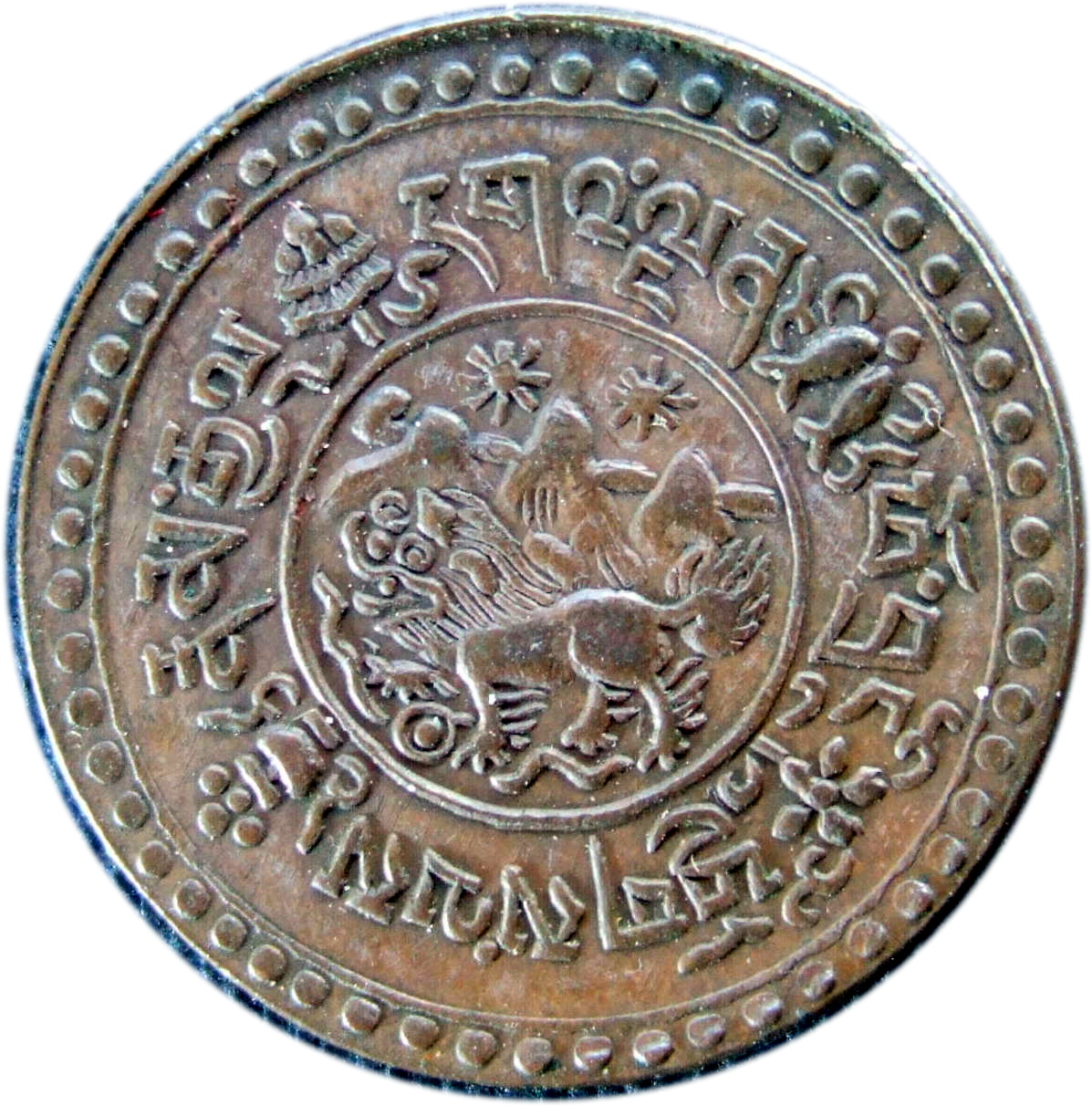
عملة نحاسية من فئة 3 شو مؤرخة في الفترة من 16 إلى 20 (= 1946 ميلادي)، الوجه
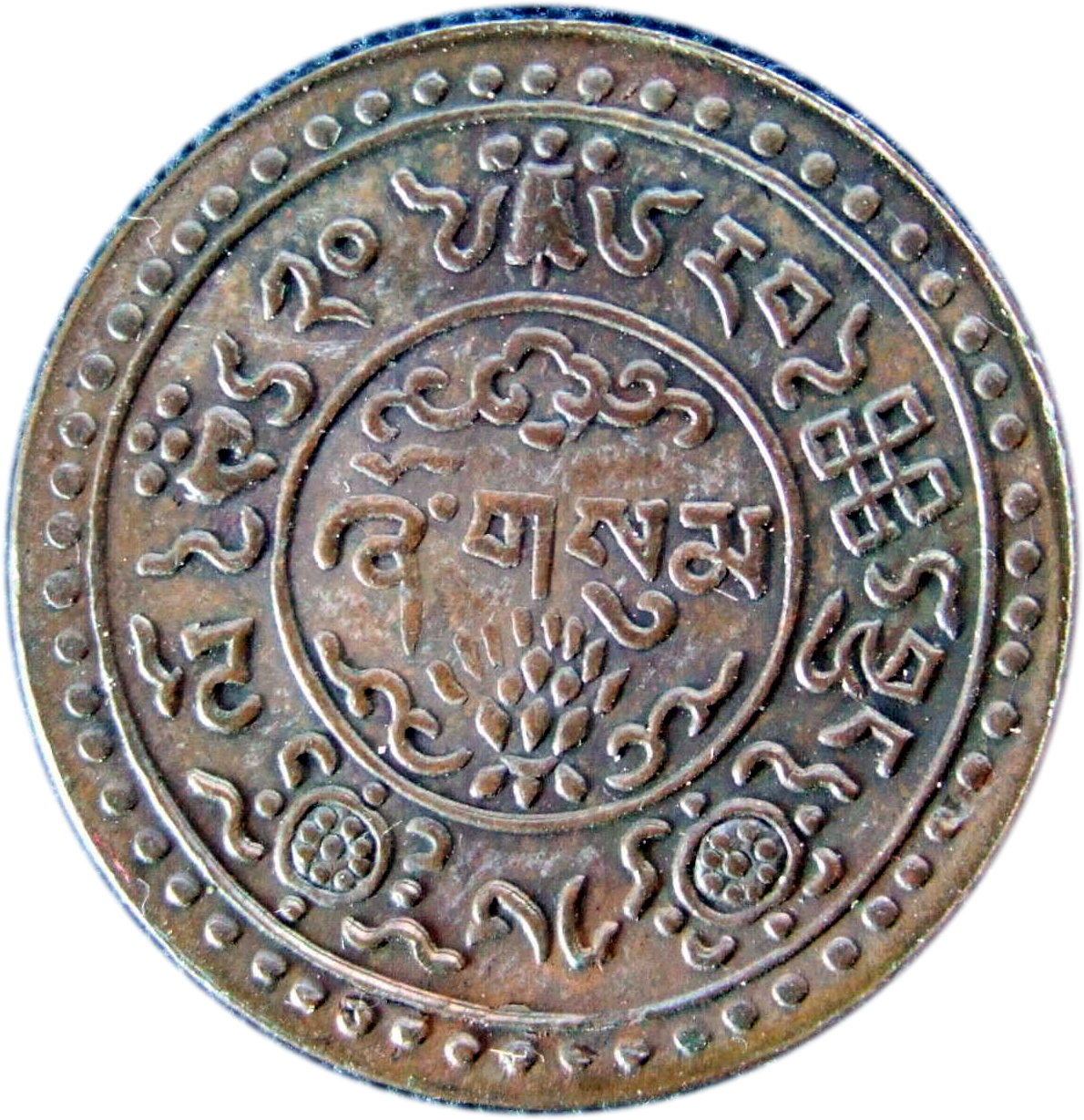
عملة نحاسية من فئة 3 شو مؤرخة في الفترة من 16 إلى 20 (= 1946 ميلاديًا)، الوجه الخلفي
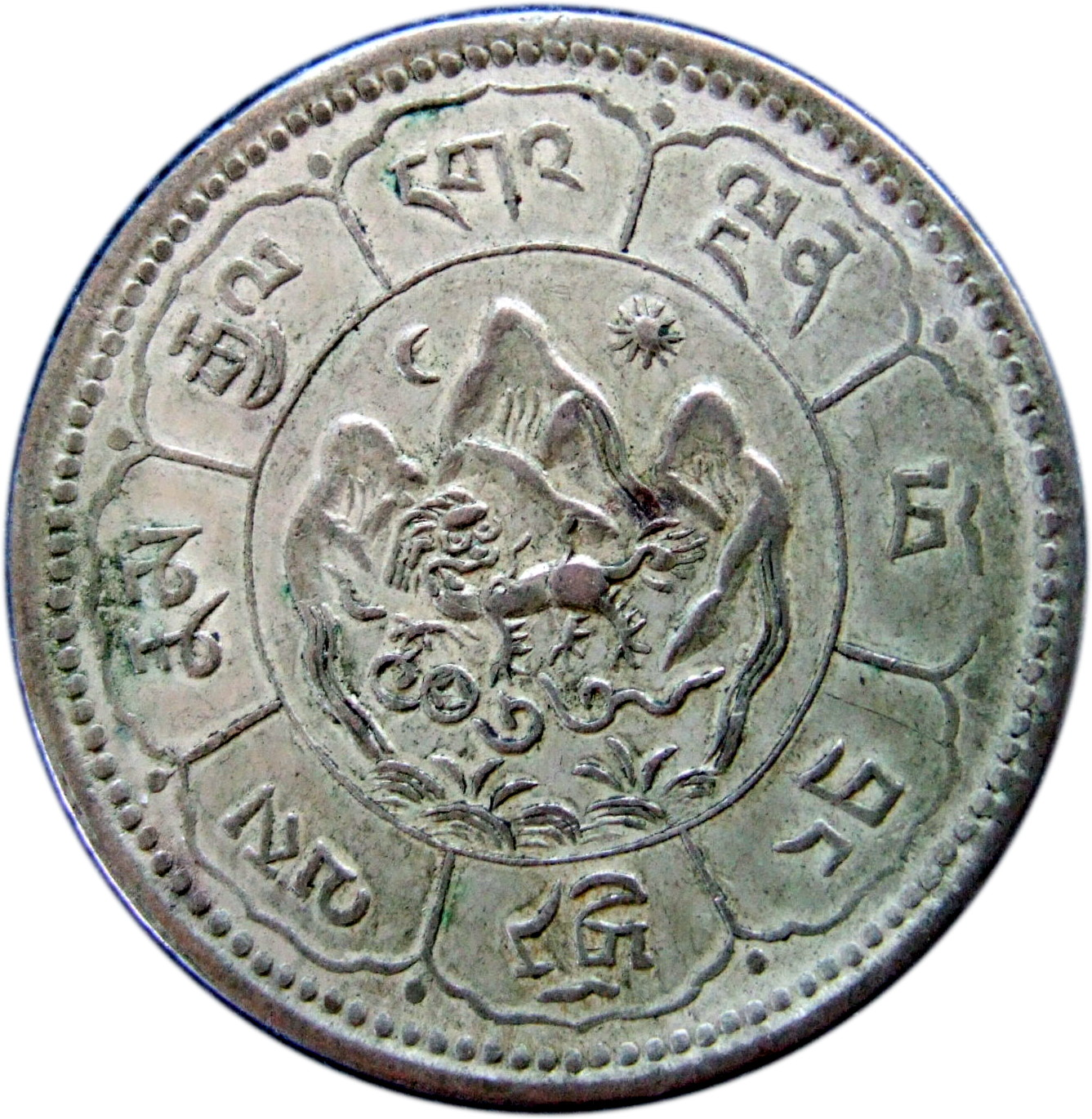
10 عملة سرانج بيلون، بتاريخ 16-24 ( = 1950 م)، الوجه.
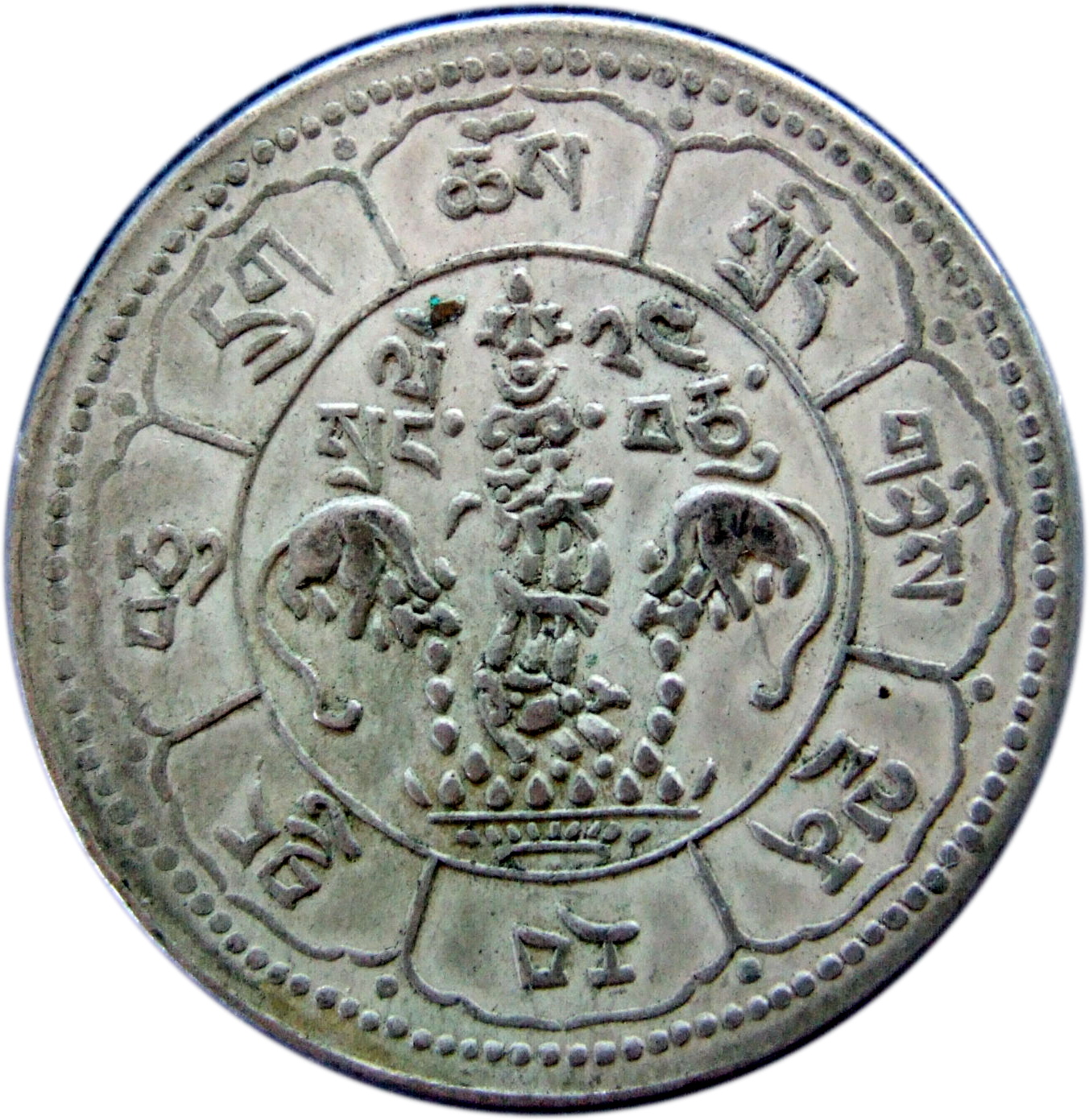
10 عملة سرانج بيلون، مؤرخة في 16-24 (= 1950 م)، عكسية
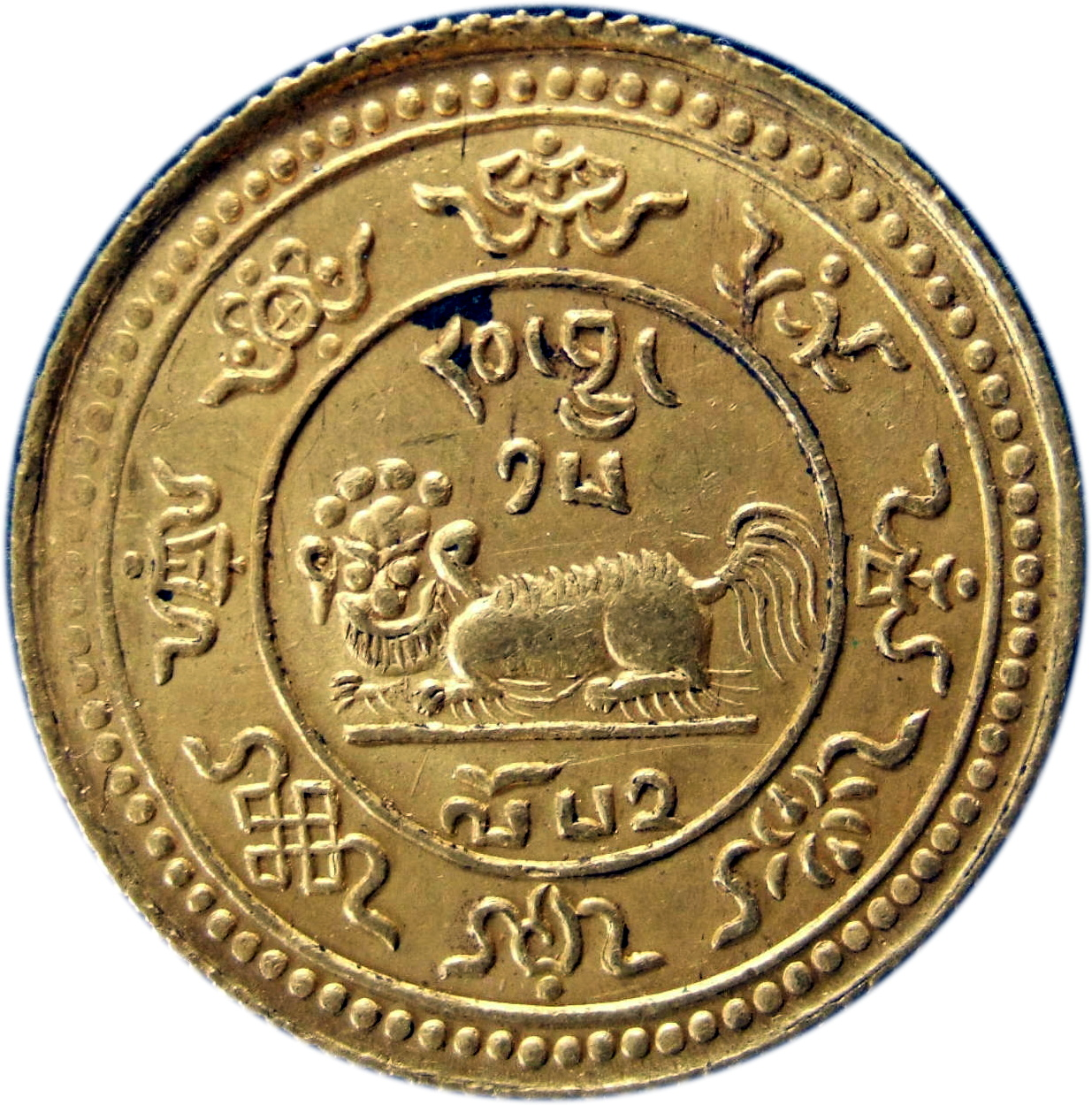
عملة ذهبية تبتية من فئة 20 سرانج تعود إلى عام 15-52 (= 1918 م)، الوجه
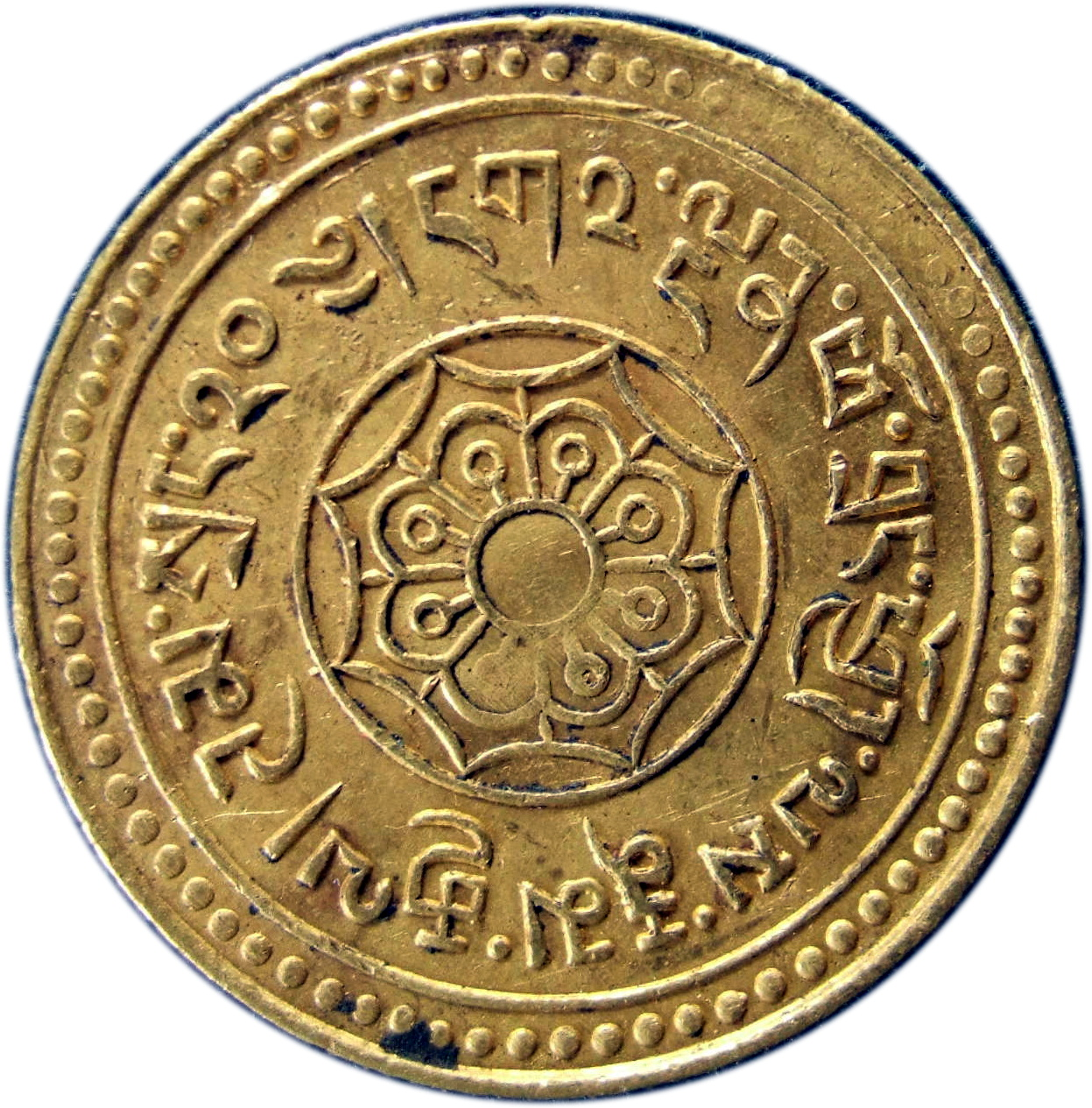
عملة ذهبية تبتية من فئة 20 سرانج تعود إلى عام 15-52 (= 1918 م)، الوجه الآخر
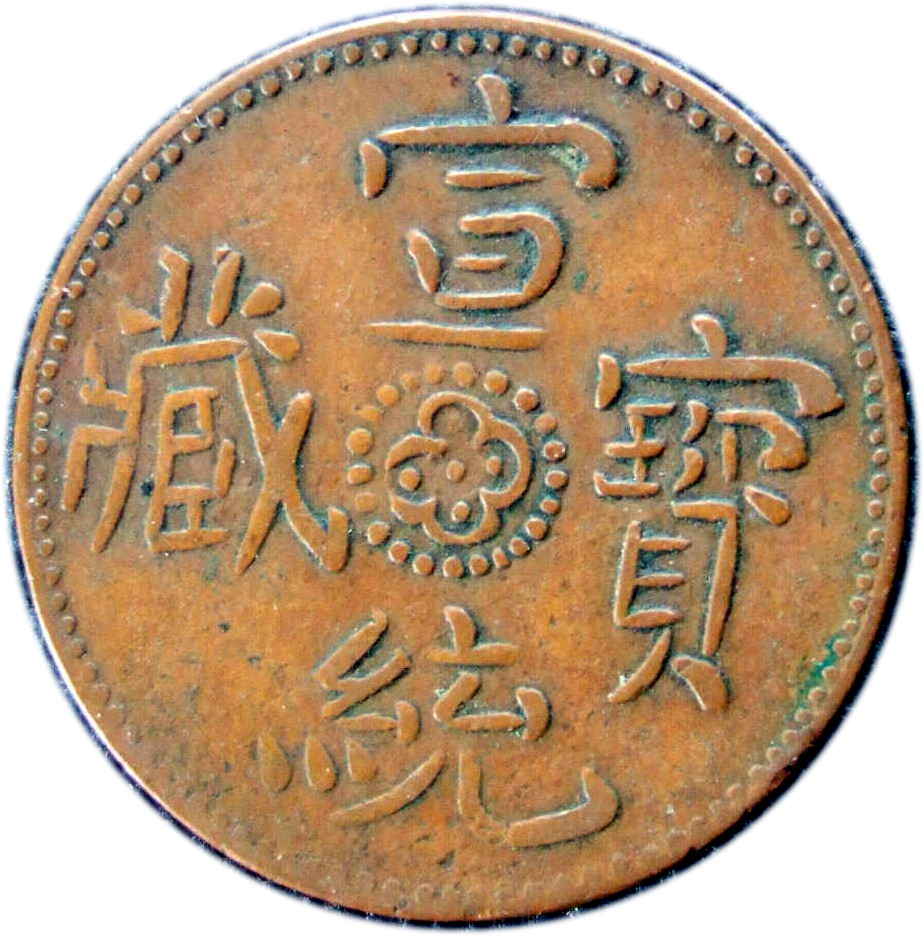
عملة نحاسية نصف سكار من عصر شوان تونغ (1910 م)، الوجه

## مجموعة مختارة من العملات التبتية

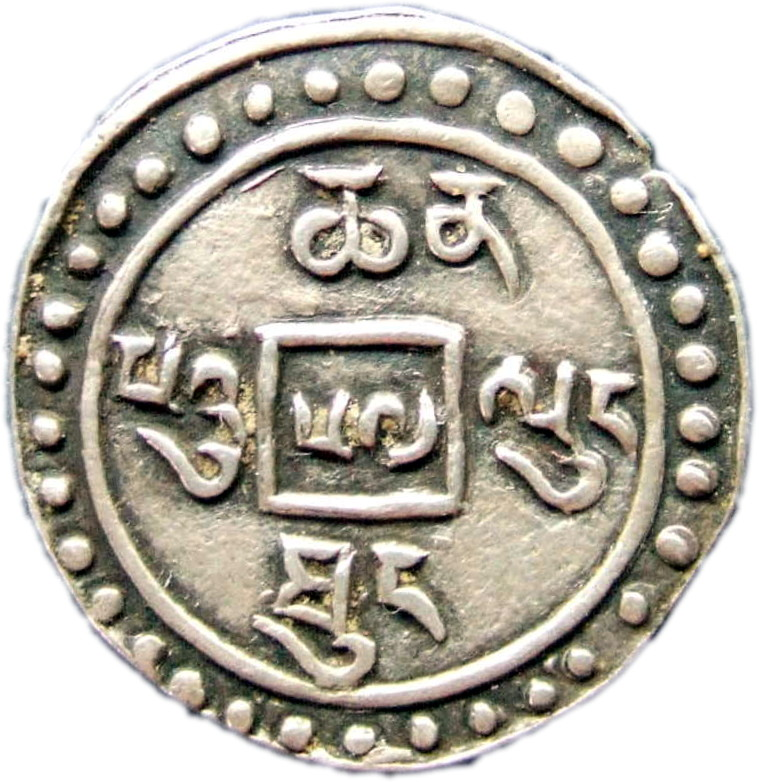
عملة صينية-تبتية نصف شو، تعود إلى العام 57 من عهد تشيان لونغ، الوجه. هذه عملة ذات نمط معين لم توافق عليها السلطات الإمبراطورية الصينية، لوجود نقوش باللغة التبتية على كلا وجهيها. في العام التالي 58 (1793م)، بدأ إصدار العملات الصينية-التبتية بشكل منتظم، بعملات تحمل نقشًا صينيًا على الوجه ونقشًا تبتيًا على الوجه الآخر.
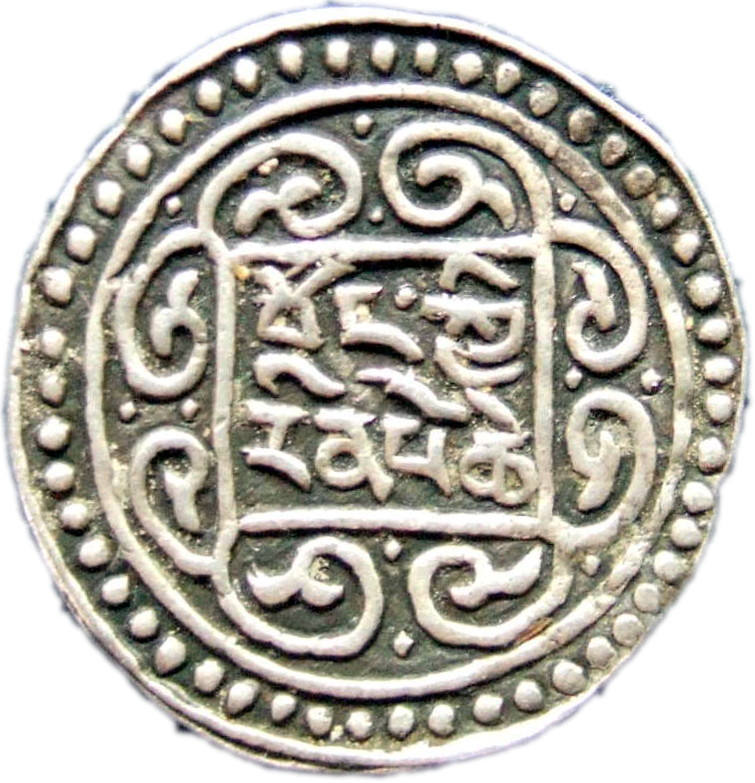
عملة صينية تبتية من فئة نصف شو، تعود إلى العام 57 من عهد تشيان لونغ. الوجه الآخر للعملة مكتوب عليه "بود كي رين بو تشي" ("عملة تبتية ثمينة").
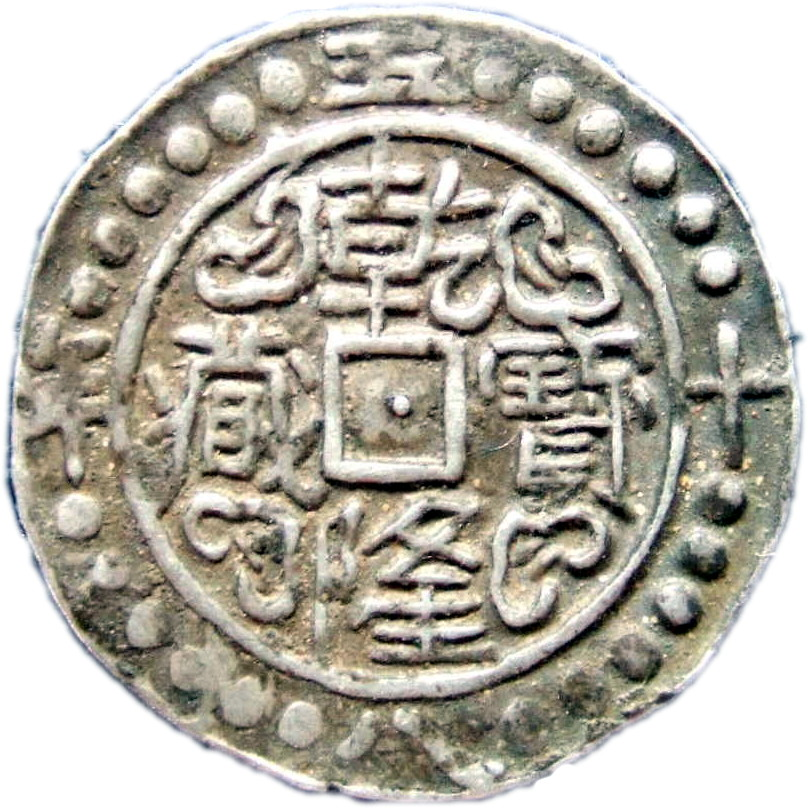
عملة صينية-تبتية من فئة نصف شو، تعود إلى العام 58 من عهد تشيان لونغ. الوجه. النقش الصيني هو تشيان لونغ باو تسانغ (عملة التبت في عهد تشيان لونغ).
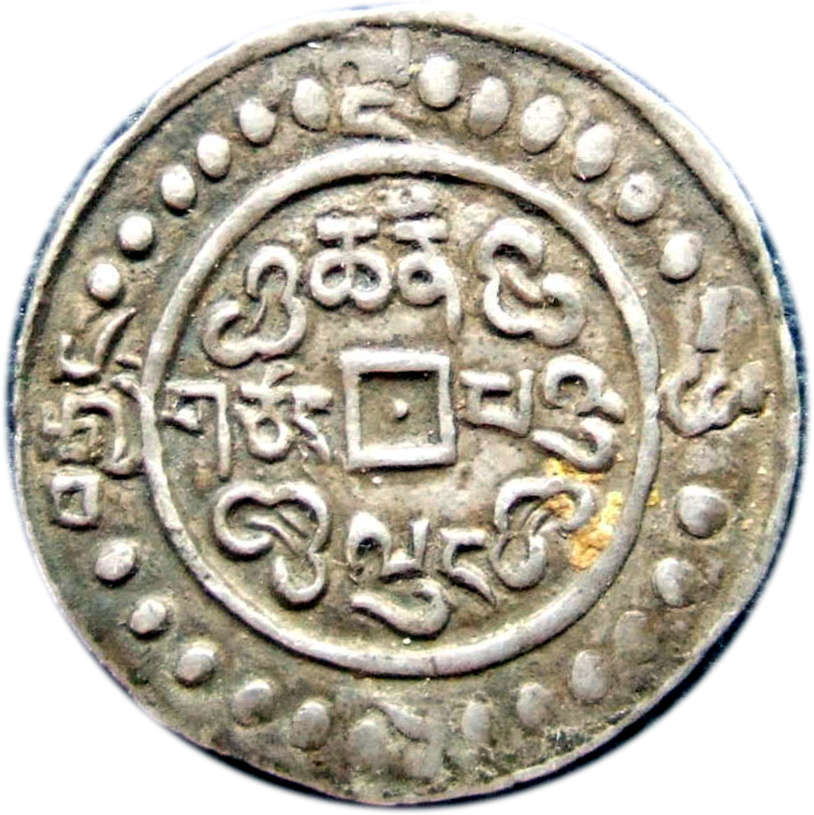
عملة صينية تبتية من فئة نصف شو، تعود إلى العام 58 من عهد تشيان لونغ. الوجه الآخر
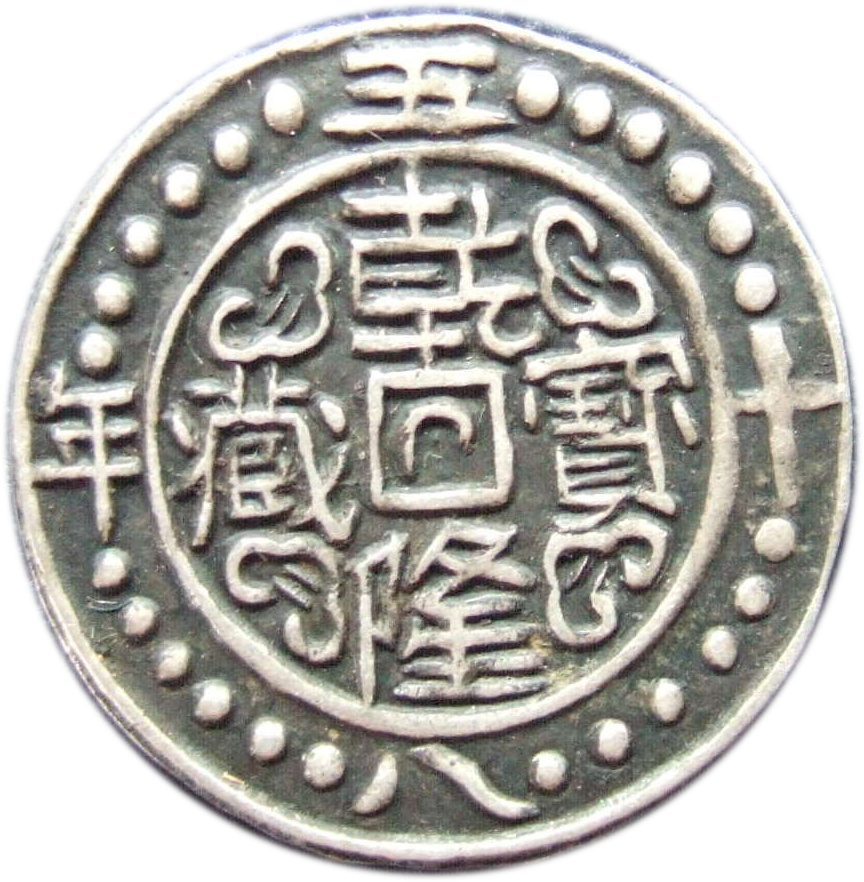
عملة نصف تانغكا صينية-تبتية، مؤرخة بالعام 58 من عصر تشيان لونغ. وجه العملة
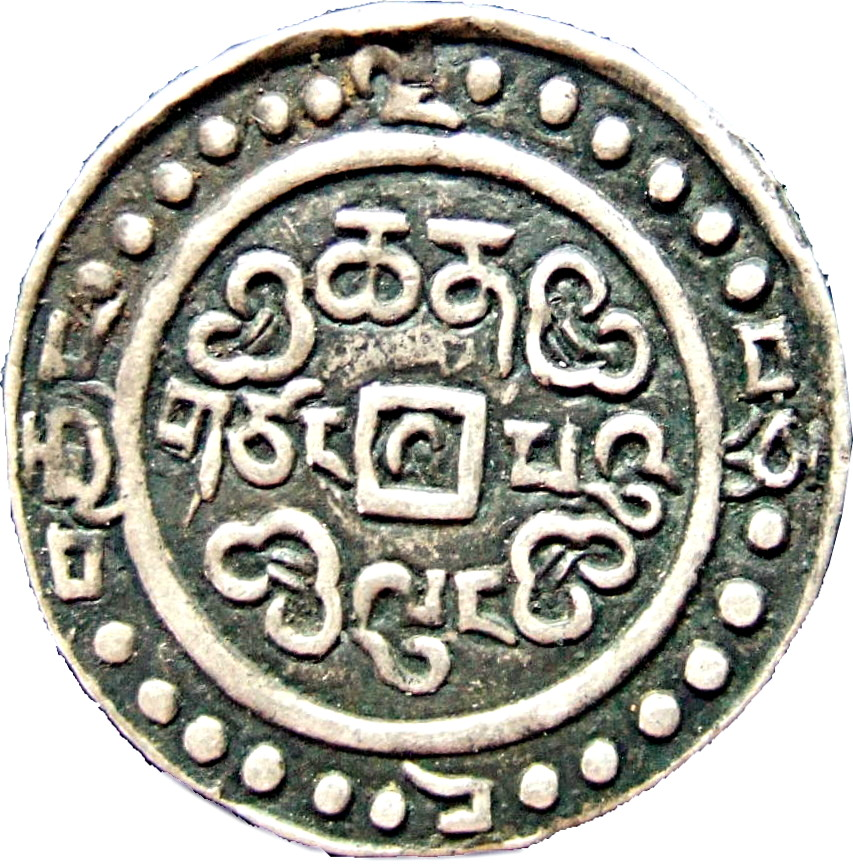
عملة نصف تانغكا صينية-تبتية، مؤرخة بالعام 58 من عصر تشيان لونغ. يعكس
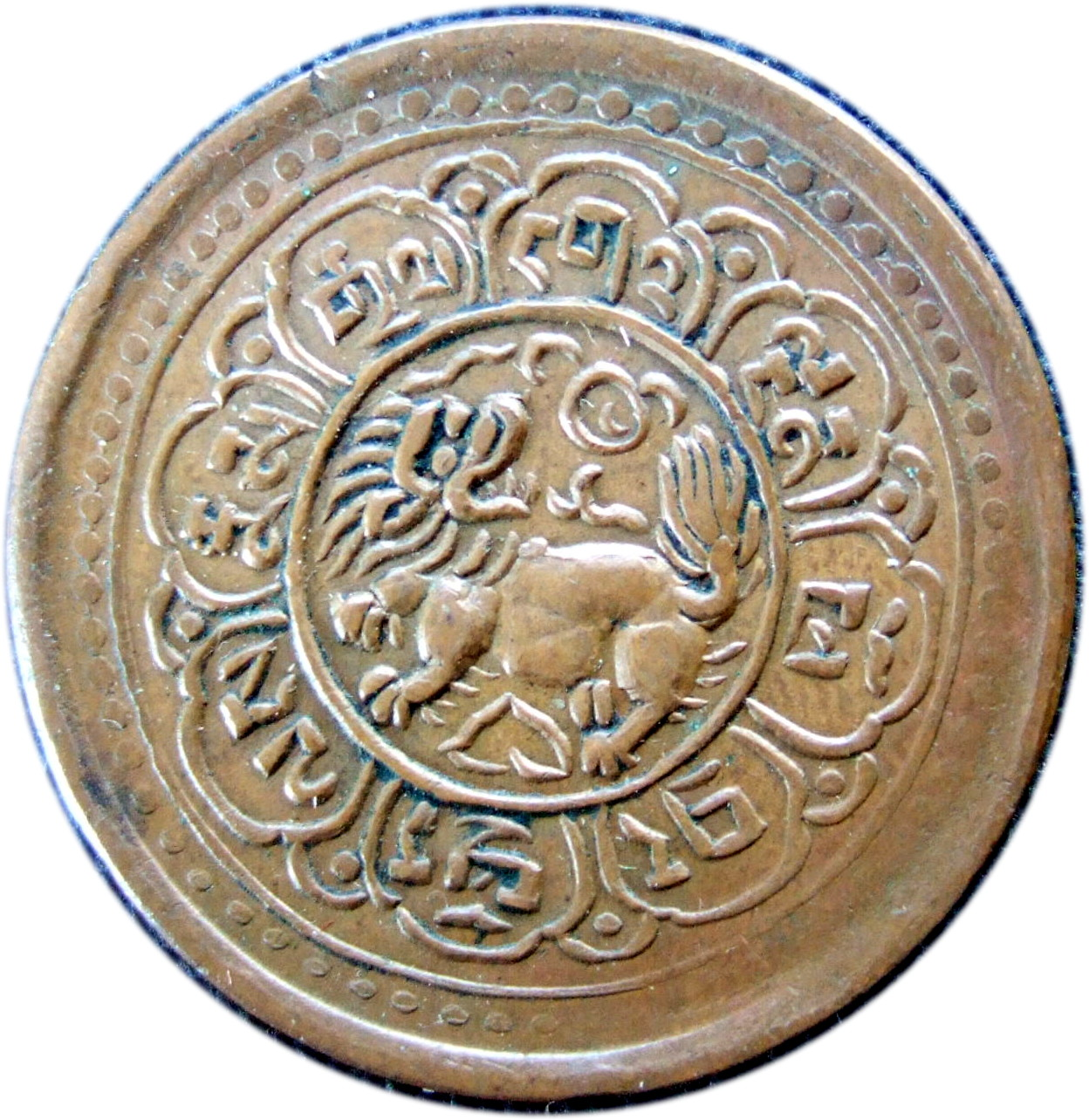
عملة نحاسية بقيمة 7 ونصف سكار، مؤرخة في 15-43 (= 1909 م)، الوجه.
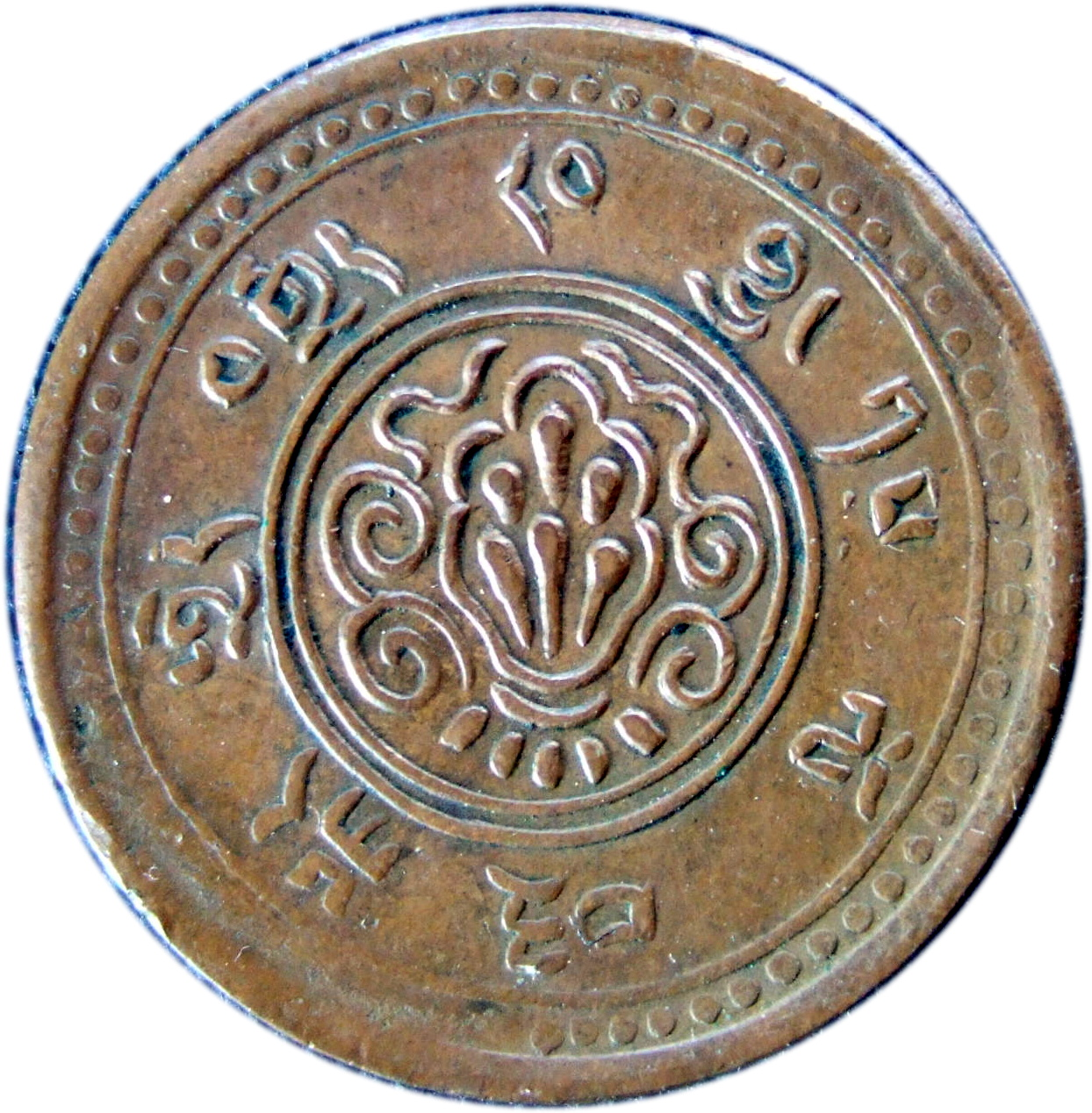
عملة نحاسية بقيمة 7 ونصف سكار، مؤرخة في 15-43 (= 1909 م)، الوجه الخلفي.
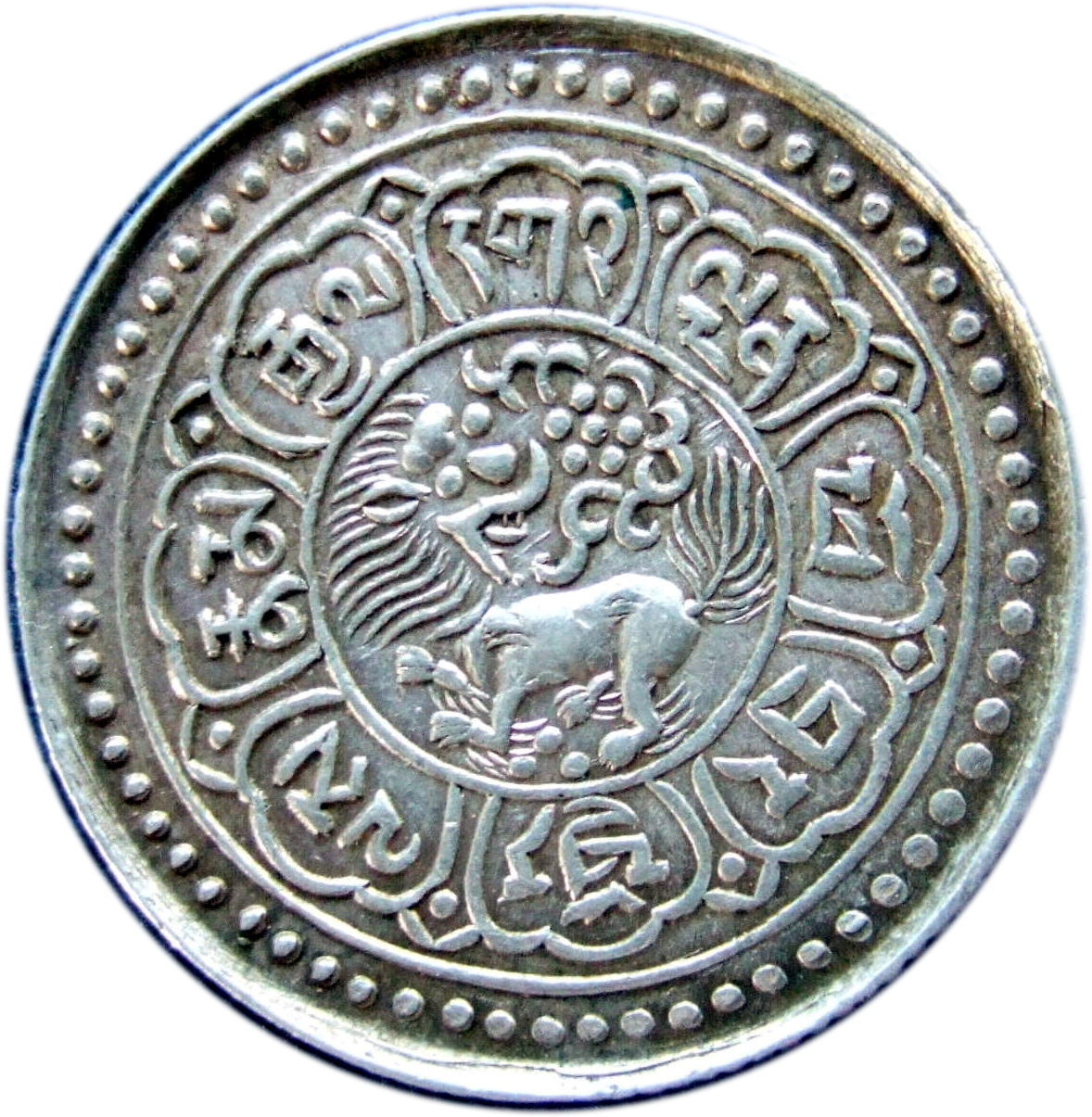
عملة فضية بقيمة 5 شو، مؤرخة 15-52 (= 1918 م)، الوجه.
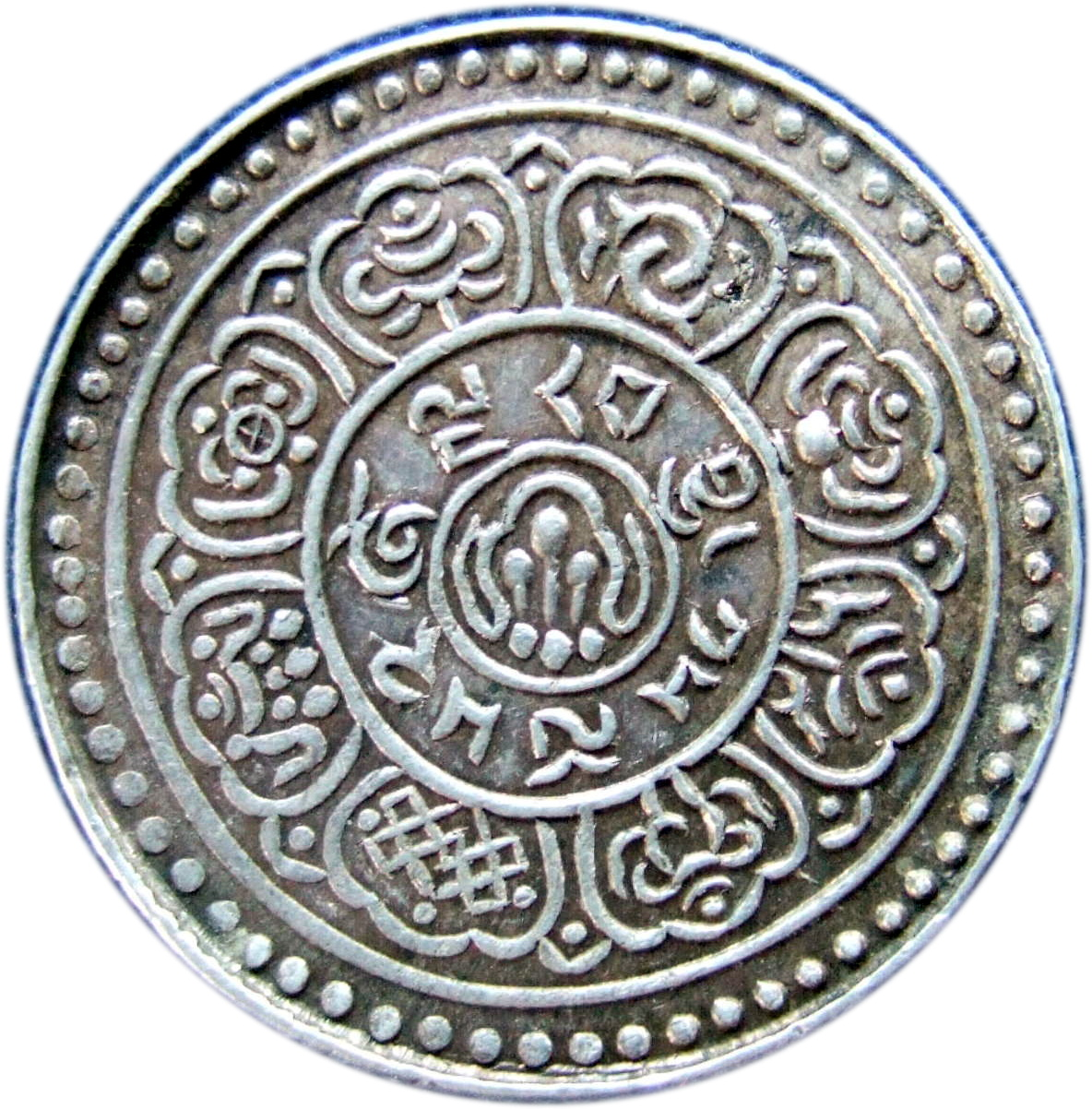
عملة فضية بقيمة 5 شو، مؤرخة 15-52 (= 1918 م)، الوجه الخلفي.
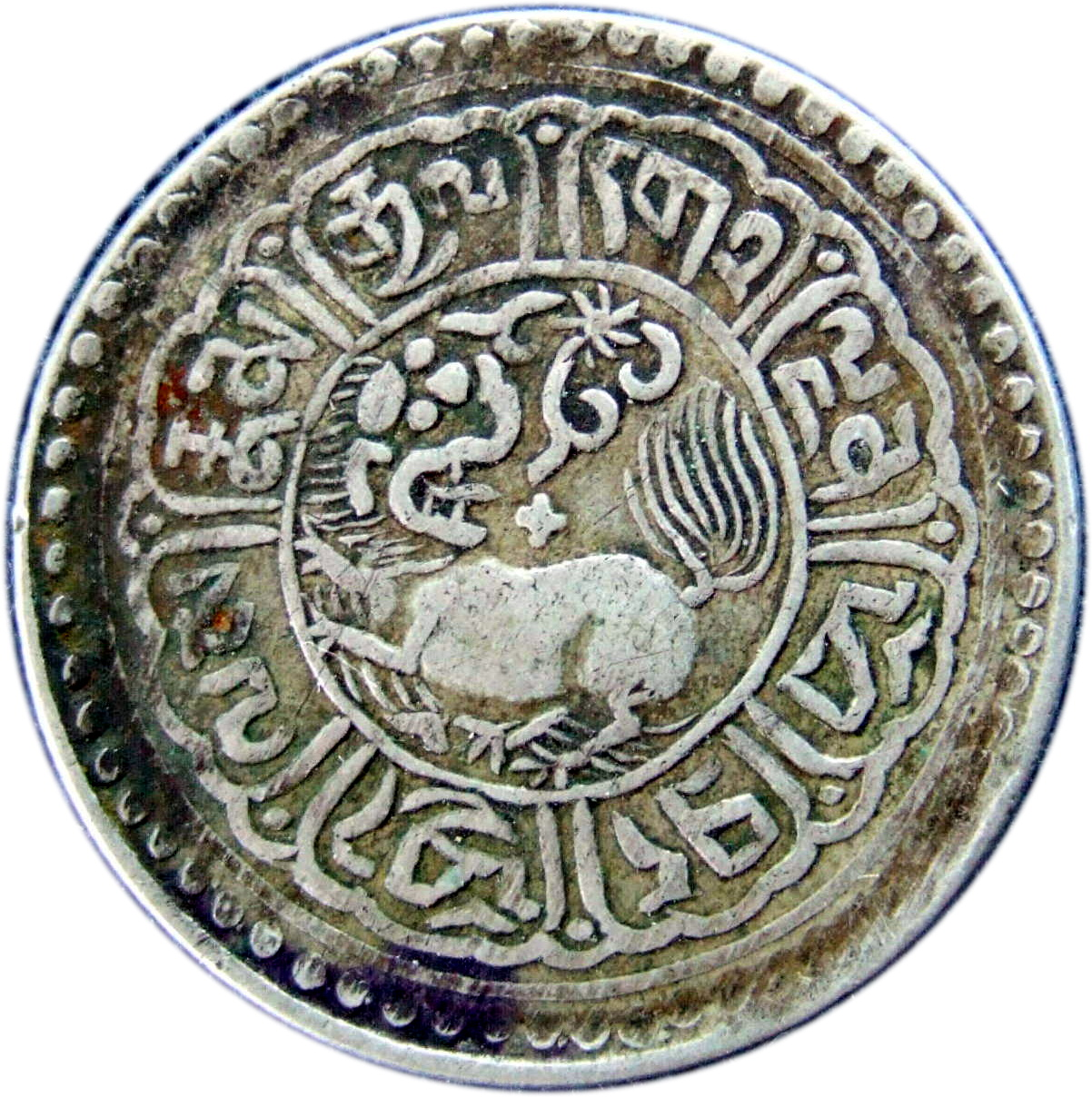
عملة فضية بقيمة 5 شو، مؤرخة 15-56 (= 1924 م)، الوجه.
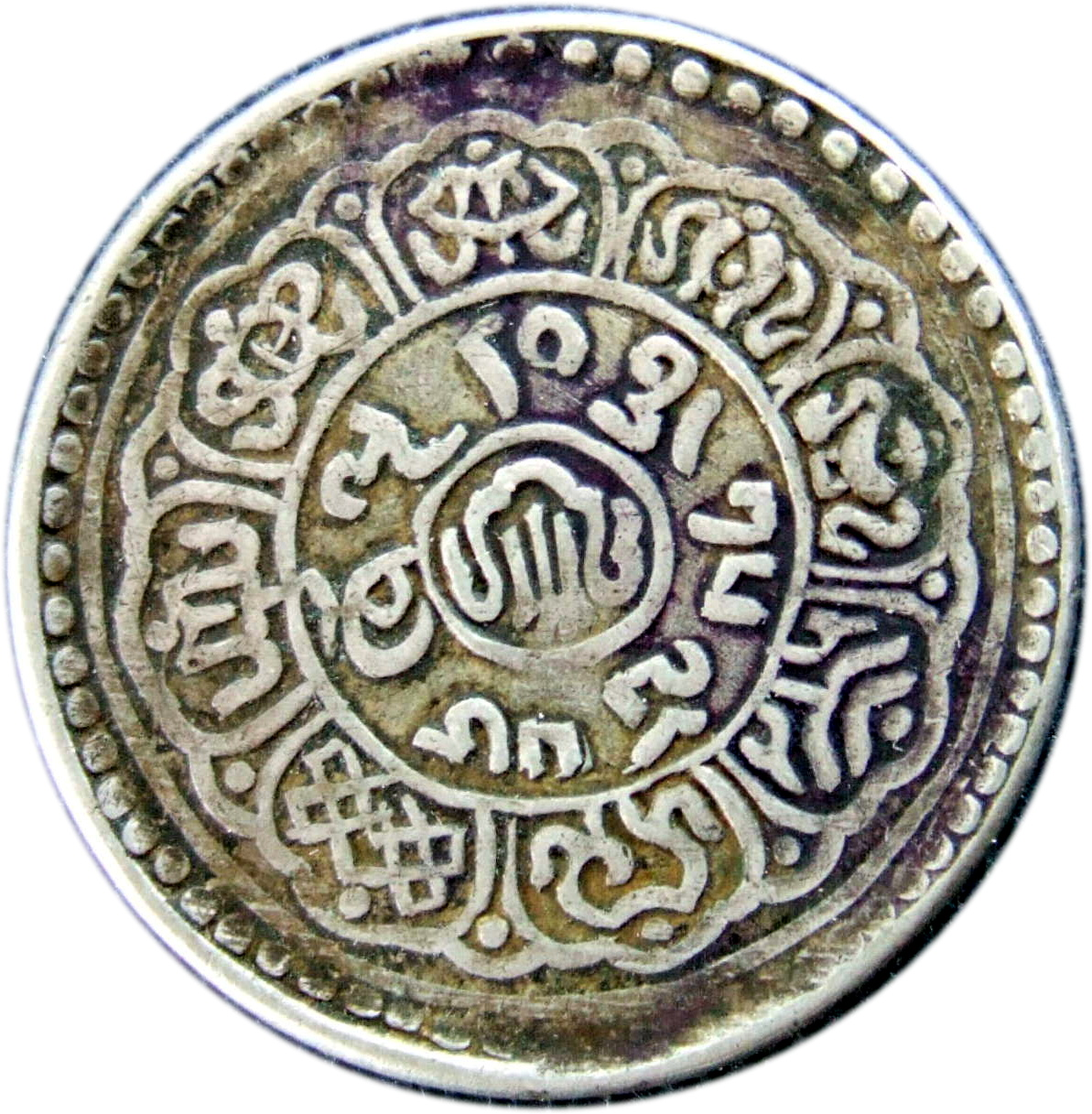
عملة فضية بقيمة 5 شو، مؤرخة 15-56 (= 1924 م)، الوجه الخلفي.
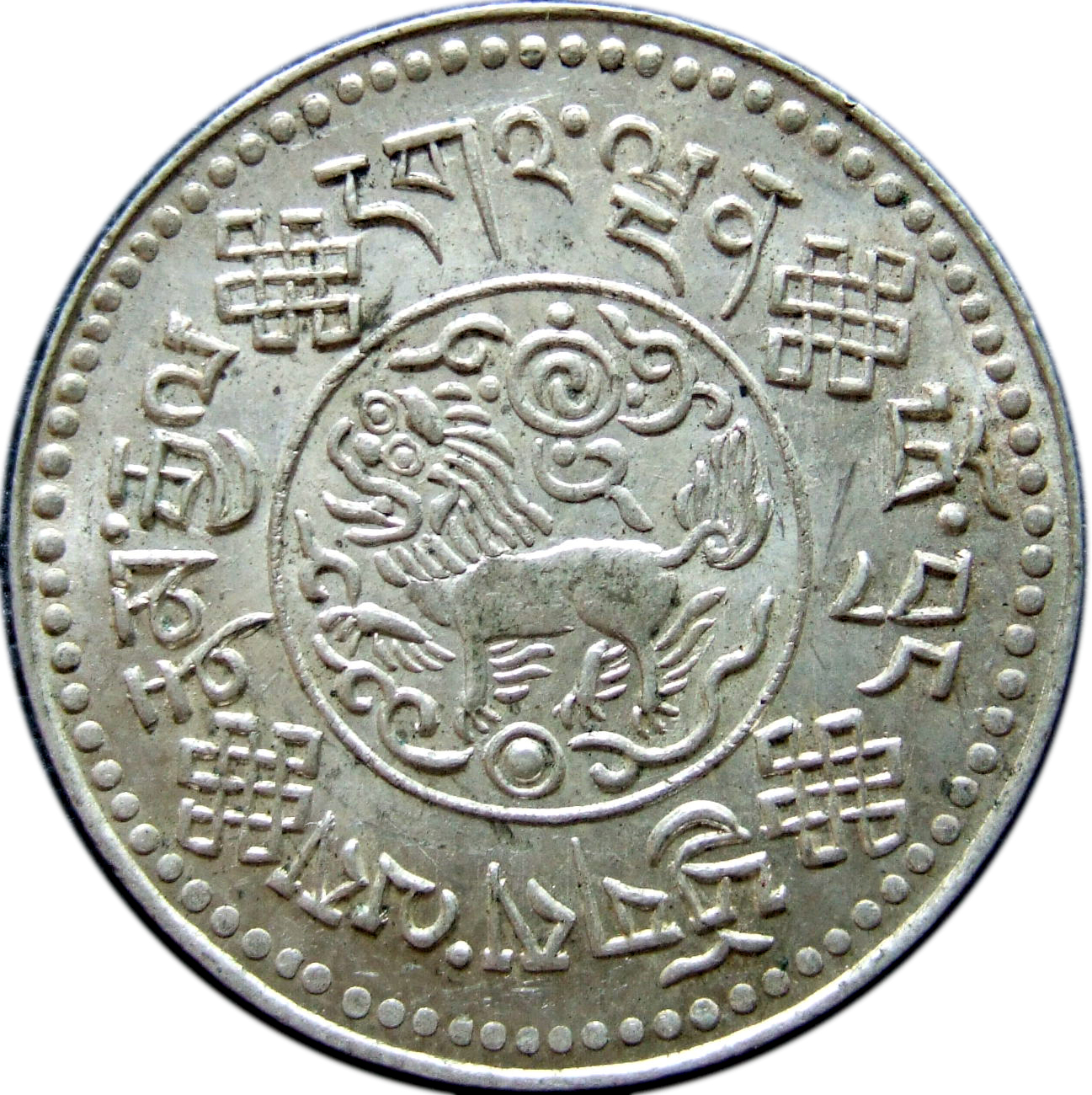
عملة فضية من فئة 3 سرانج، مؤرخة في 16-8 (= 1934 م)، الوجه.
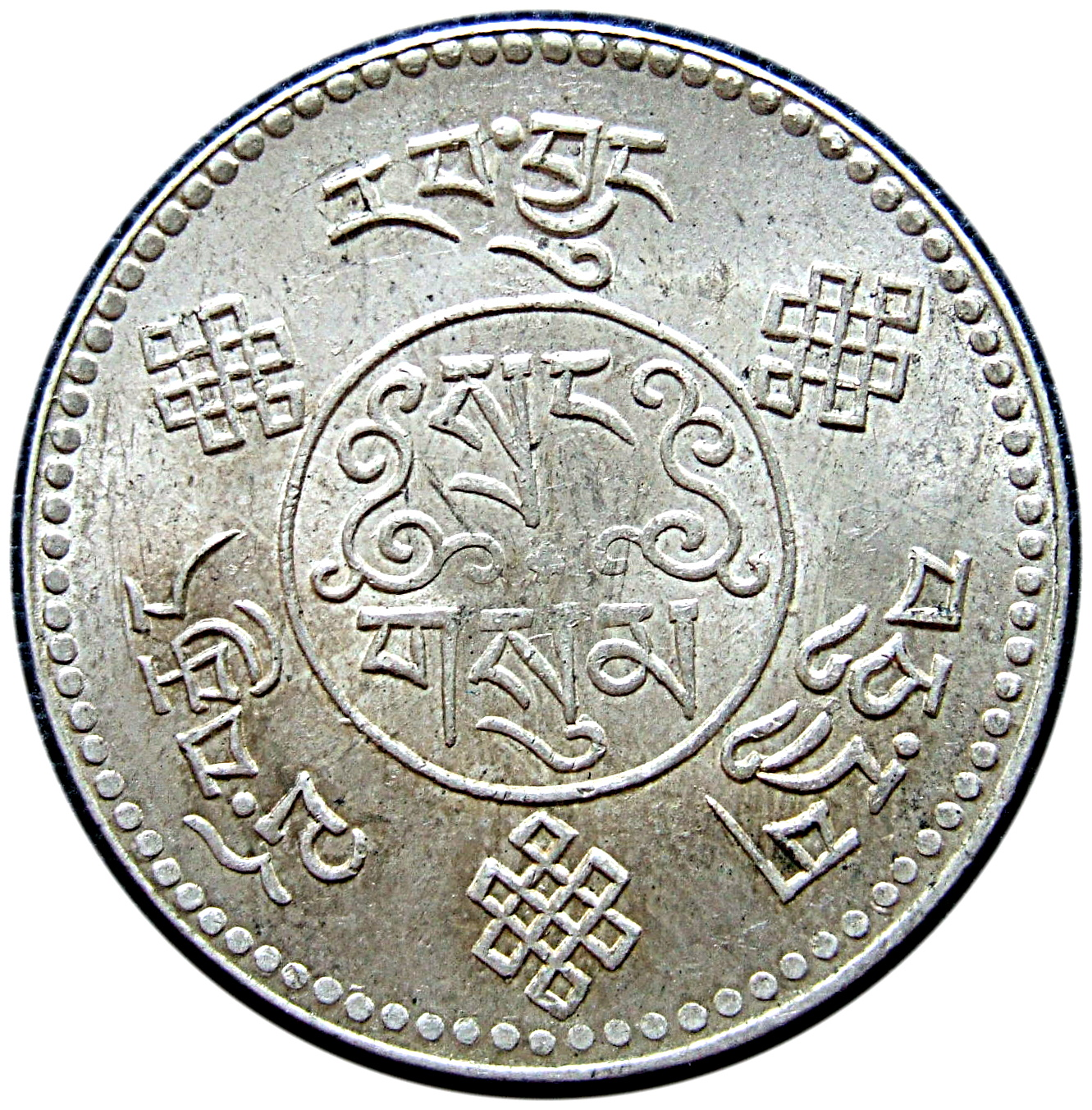
عملة فضية من فئة 3 سرانج، مؤرخة في 16-8 (= 1934 م)، الوجه الخلفي.

## روابط خارجية
- فولفغانغ بيرتش: دراسة استقصائية للعملة الورقية التبتية. في: نشرة علم التبت ، المجلد 3، الصفحات 3-22، 1996.
- العملات التبتية 2
- العملات التبتية 4
- النقود الورقية التبتية
- ورقة نقدية من فئة 100 تام سرانج التبتية